# Aufsetzen (Kürschnerei)

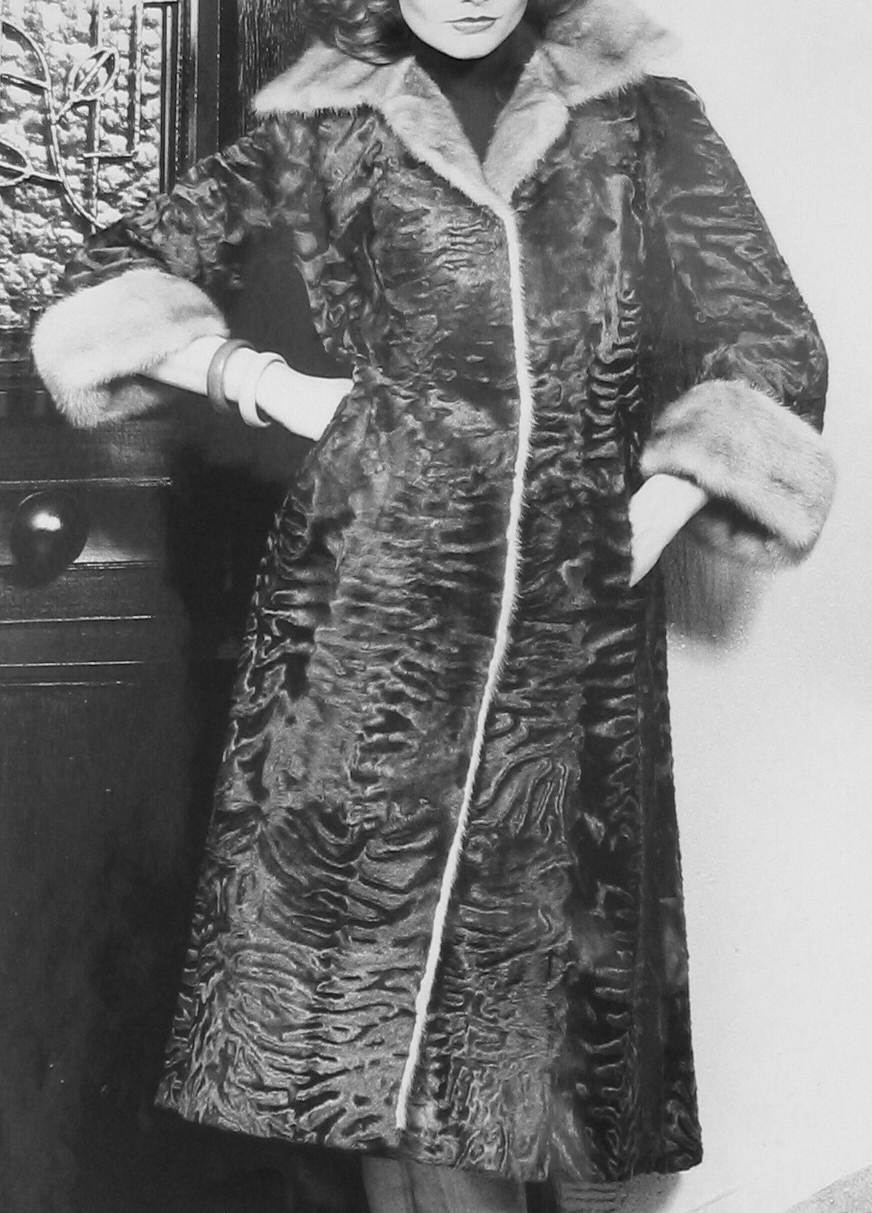
Bagdadlammmantel in aufgesetzter Verarbeitung, Fell über Fell

Das Aufsetzen bezeichnet einen Arbeitsschritt der Kürschnerei bei der Herstellung von Pelzbekleidungsstücken oder Pelzaccessoires. Dabei werden Pelzfelle in einfachster Form zu einem Streifen zusammengefügt, das Fellende, fachsprachlich Pumpf genannt, auf das Kopfende.
Die alternative Verarbeitung ist das „Einschneiden“, bei dem die Felle zu einem den Einzelfellcharakter beibehaltenden Streifen ineinandergeschnitten werden. Welche der beiden Techniken angewandt werden, hängt von der beabsichtigten Wirkung und der Art der Felle ab. Kleine Felle werden immer aufgesetzt, sie kommen meist bereits so konfektioniert als Felltafeln in den Rauchwaren-Großhandel.

## Geschichte
Die einfachste Form der Pelzverarbeitung zu einem Kleidungsstück oder anderem Pelzgegenstand ist es, die Felle über- und nebeneinander zu setzen, nachdem die Extremitäten, der Kopf meist bis hinter die Ohren, und das Fellende mit Schwanz abgeschnitten wurden. Bei den meisten Fellarten entsteht dort, wegen der unterschiedlichen Haarlängen zwischen Kopf und Pumpf unvermeidbar, zuzüglich eventueller Farbunterschiede, eine auf der Haarseite deutlich sichtbare Verbindung.
Bis in das 19. Jahrhundert wurde der Pelz in der Mode oder Tracht nur als Pelzinnenfutter, als Pelzbesatz und als Verbrämung gezeigt, abgesehen von den rustikalen Schaffellmänteln der vor allem ländlichen Bevölkerung, die mancherorts auch gewendet wurden. Hinzu kamen Pelzaccessoires wie Muffe, Pelzkolliers und Pelzmützen. Für ein im Gebrauch nicht sichtbares Innenfutter genügt es, die Felle schachbrettartig auf- und nebeneinander zu setzen. Ende des 19. Jahrhunderts entwickelte sich jedoch eine Pelzmode, bei der das Fell auch bei Jacken und Mänteln mit dem Haar nach außen getragen wurde. Mit der etwa gleichzeitigen Erfindung der Pelznähmaschine wurde es möglich, sehr viel aufwändigere Arbeitstechniken wirtschaftlich sinnvoll anzuwenden. Für die Außenverarbeitung wurden nun immer neue Techniken und Optiken ausprobiert oder weiterentwickelt. Das Auslassen und das Einschneiden zu mantel- oder jackenlangen Streifen brachte eine wesentliche Veränderung zu einem flächigeren, harmonischen Aussehen. Je nach Mode, Geschmack und Wirtschaftlichkeit wurde nun individuell entschieden, bei bestimmten Fellarten eine eventuell aufwändigere Verarbeitung als das Aufsetzen zu wählen.
Die Konfektionierung von kleineren Fellen zu Felltafeln erfolgte meist von darauf spezialisierten Kürschnern in den Ursprungsländern, für Hamsterfelle früher zum Beispiel in der Harzgegend. Für Wieselfelle und auch andere Pelzarten ist das heute zumeist China.

## Arbeitstechnik

### Allgemein

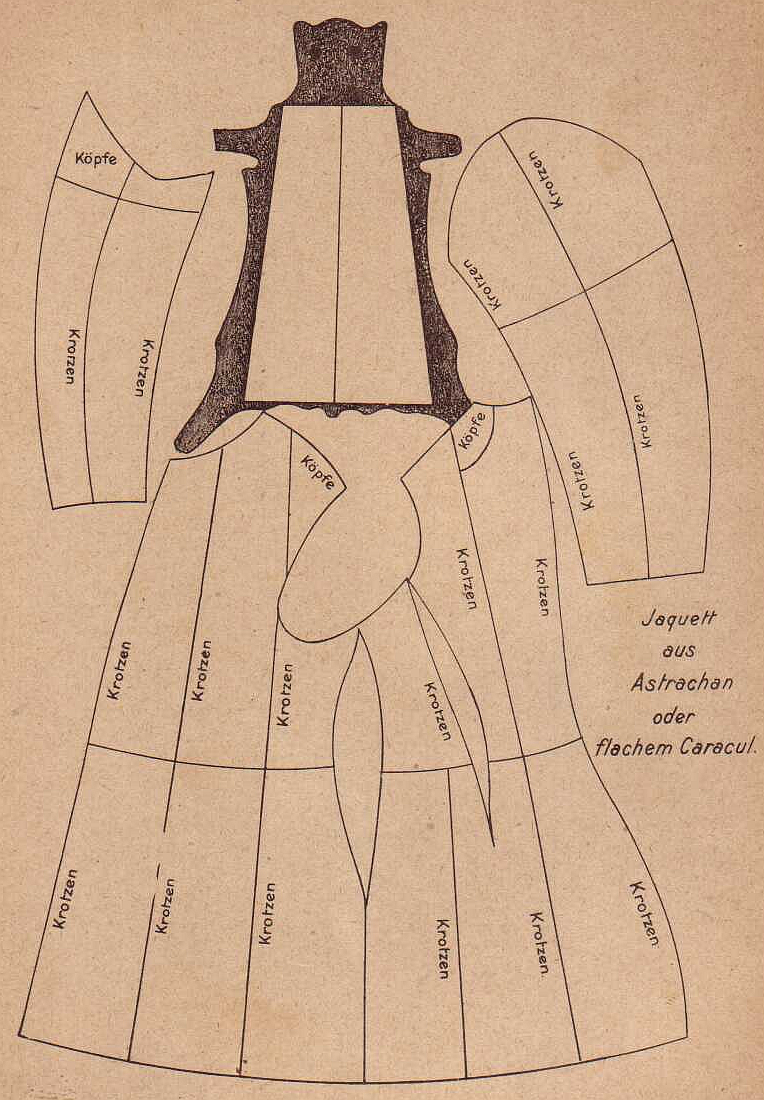
Karakulmantel, einfache gerade Aufsätze (Skizze, 1895)
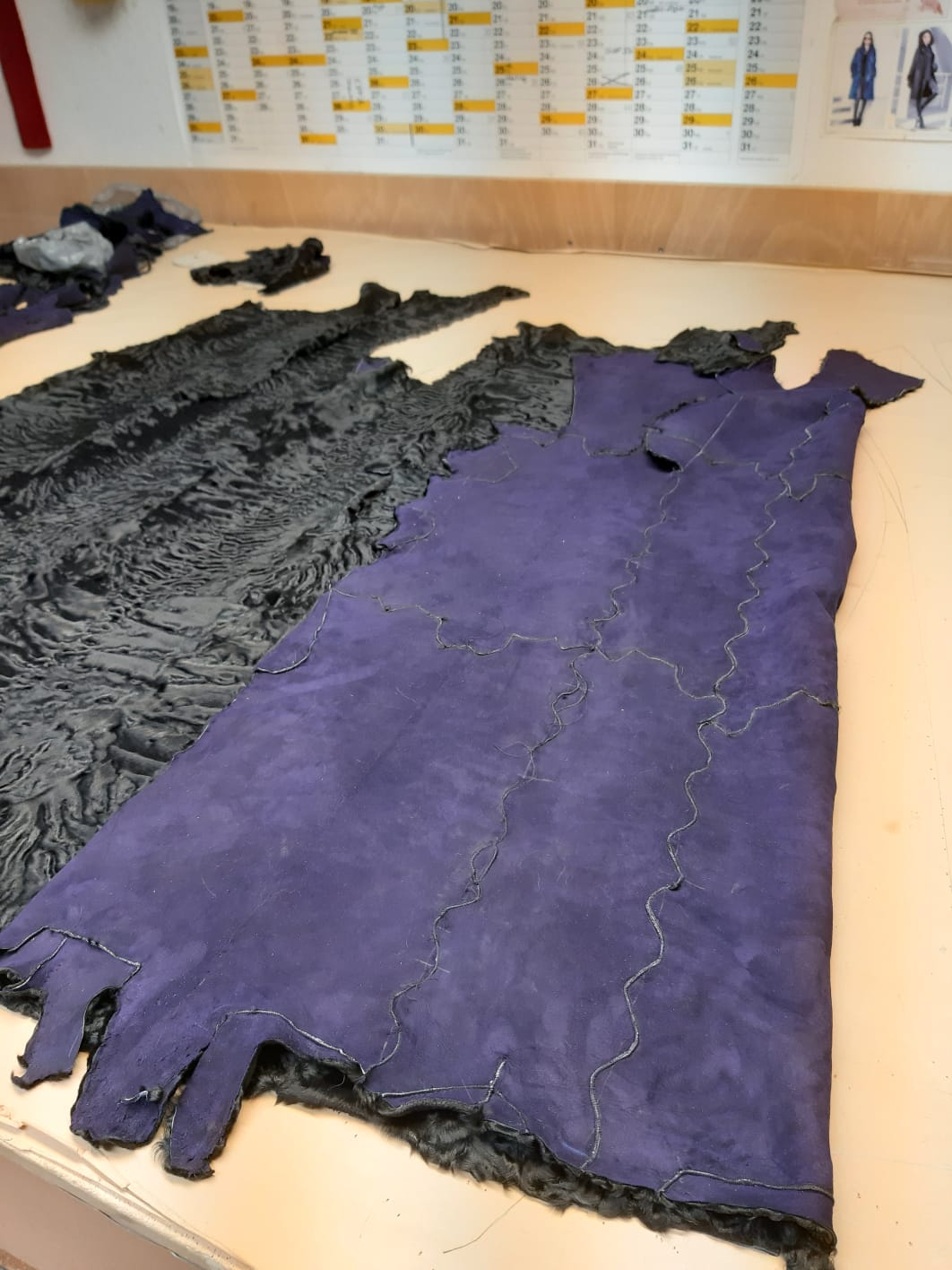
Karakulmantel, auf der Lederseite die Aufsatzzacken

Die Vorarbeit des Aufsetzens ist das Anbrachen, bei dem schadhafte Stellen (Kahlstellen, Schusslöcher, Zurichtschäden) und andere entfernt werden, so dass die Reparaturstellen auf der Haarseite möglichst nicht sichtbar sind. Gleichzeitig werden die Vorder- und Hinterpfoten sowie der Fellschwanz abgeschlagen, die als Pelzstücken in der Regel einer eigenen Industrie zur Weiterverarbeitung zugeführt werden. Beim Zusammennähen der Streifen nebeneinander, sollen die Aufsatznähte als sichtbare Nahtverbindungen, wegen eines harmonischen Aussehens jeweils in gleicher Höhe liegen.
Kleinere, regelmäßig aufgesetzt verarbeitete Pelzarten sind oder waren, neben anderen, vor allem Hamsterfelle, Feh, Bassariskfelle, Petschanikfelle, Suslikifelle, Chinchillafelle, Wieselfelle, Hermelinfelle und Kolinskyfelle, als kleinste Maulwurffelle und Burundukifelle. Meist werden diese Arten in der Form eines Bogens oder stumpfen Winkels übereinander gesetzt, wobei die Spitze zumeist zum Fellende zeigt. Alle Fellarten können selbstverständlich, Arbeitszeit und Material sparend, auch in geraden Quernähten übereinander gefügt werden. In aller Regel fallen beim Aufsetzen störende Fellteile ab. Da eine schablonierte Zacke oder Welle immer in die brauchbaren Teile des Felles gelegt werden müssen, fällt hier eigentlich einwandfreies Fell ab, das auch nicht anderweitig verwendet werden kann. Daher sollte die Tiefe dieser Zacken oder Wellen nicht größer als nötig gewählt werden. Bei einer 2 cm tiefen Zacke, beispielsweise für einen Kaninmantel, ergibt das bei 3 ½ oder 4 Fellhöhen einen Verlust von etwa 1200–1400 cm², das entspricht zwei großen oder drei kleinen Kaninfellen. Es gibt eine ganze Anzahl von Fellarten, bei denen üblicherweise der Verlust in Kauf genommen wird. Ein Anhaltspunkt für die optimale Zackentiefe gibt die Haarlänge, gegebenenfalls die Länge der Unterwolle.
Als weitere allgemeine Regel gilt, die langhaarigsten, dunkelsten und größten Felle kommen nach unten, entsprechend abgestuft bis zu den hellsten in der obersten Zeile. Aufsatznähte müssen, weil sichtbare Nahtverbindungen, immer in gleicher Höhe liegen. Für das Sortieren wird empfohlen, im Allgemeinen zuerst die Querzeilen zusammenzustellen, weil so das Passen der nebeneinander liegenden Felle besser zu kontrollieren und ein Auswechseln leichter möglich ist.
Bei manchen Fellarten schreckt der Verarbeiter vor dem Einschneiden, dem Zusammenfügen von zwei oder mehr Fellen zu einem einheitlichen Streifen deshalb zurück, weil die Struktur innerhalb des Felles hinsichtlich Haarlänge und Farbe so stark differiert, dass das Gelingen der Arbeit, trotz großer beruflicher Erfahrung, äußerst schwierig ist, sind nicht ausreichend gleiche Felle vorhanden, sogar unmöglich. Deshalb werden zum Beispiel die Marderarten Iltis, Baum- und Steinmarder und Zobel großteils aufgesetzt verarbeitet, obwohl ihr Wert eine aufwändigere, kostspieligere Arbeit rechtfertigen würde. Für eine Jacke in der Länge von weniger als zwei Fellhöhen werden sie dagegen, wenn nicht querverarbeitet, meist ausgelassen.

## Nach Fellart (Auswahl)

### Feh

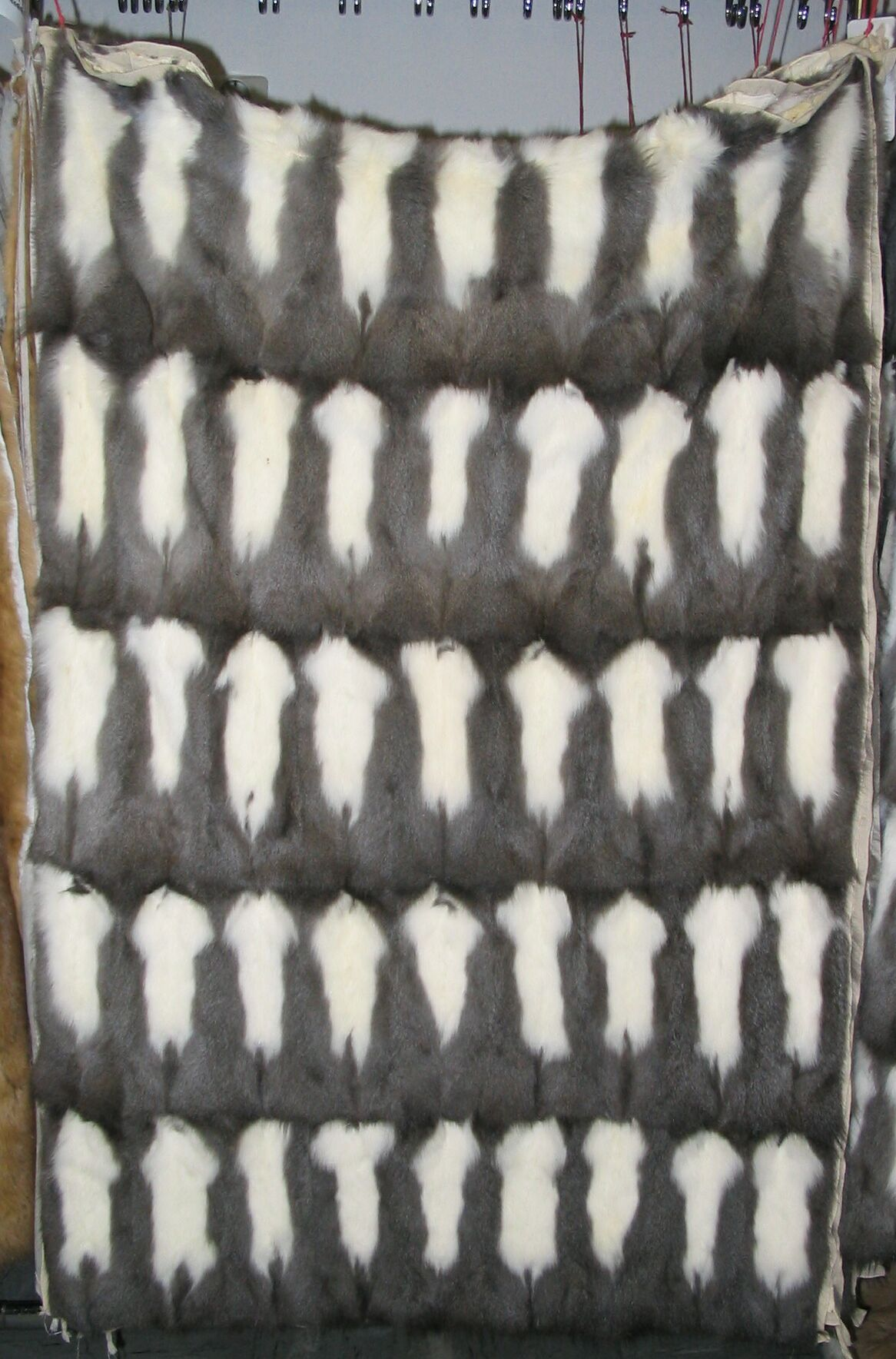
Fehwammen-Felltafel
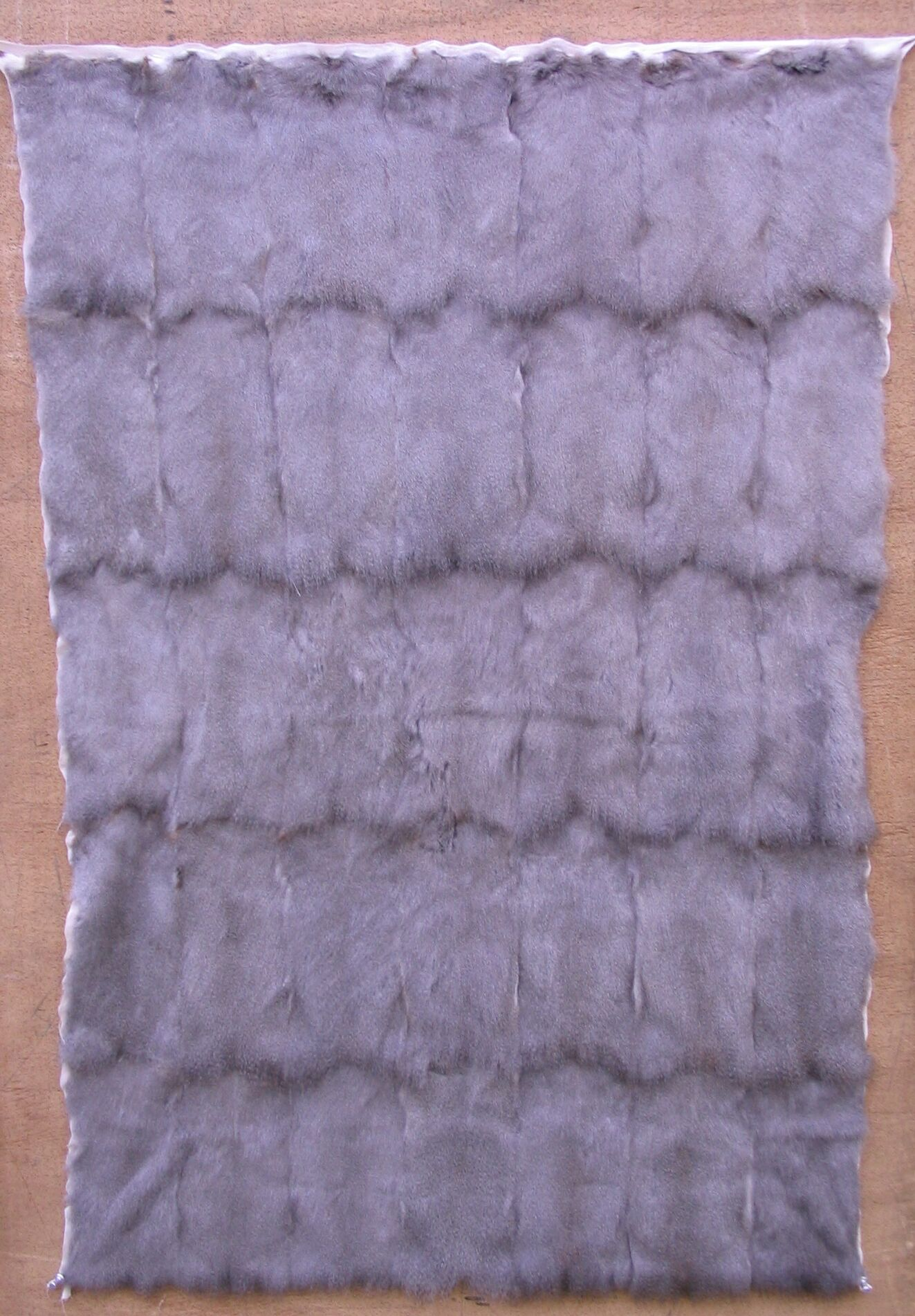
Fehrücken-Felltafel
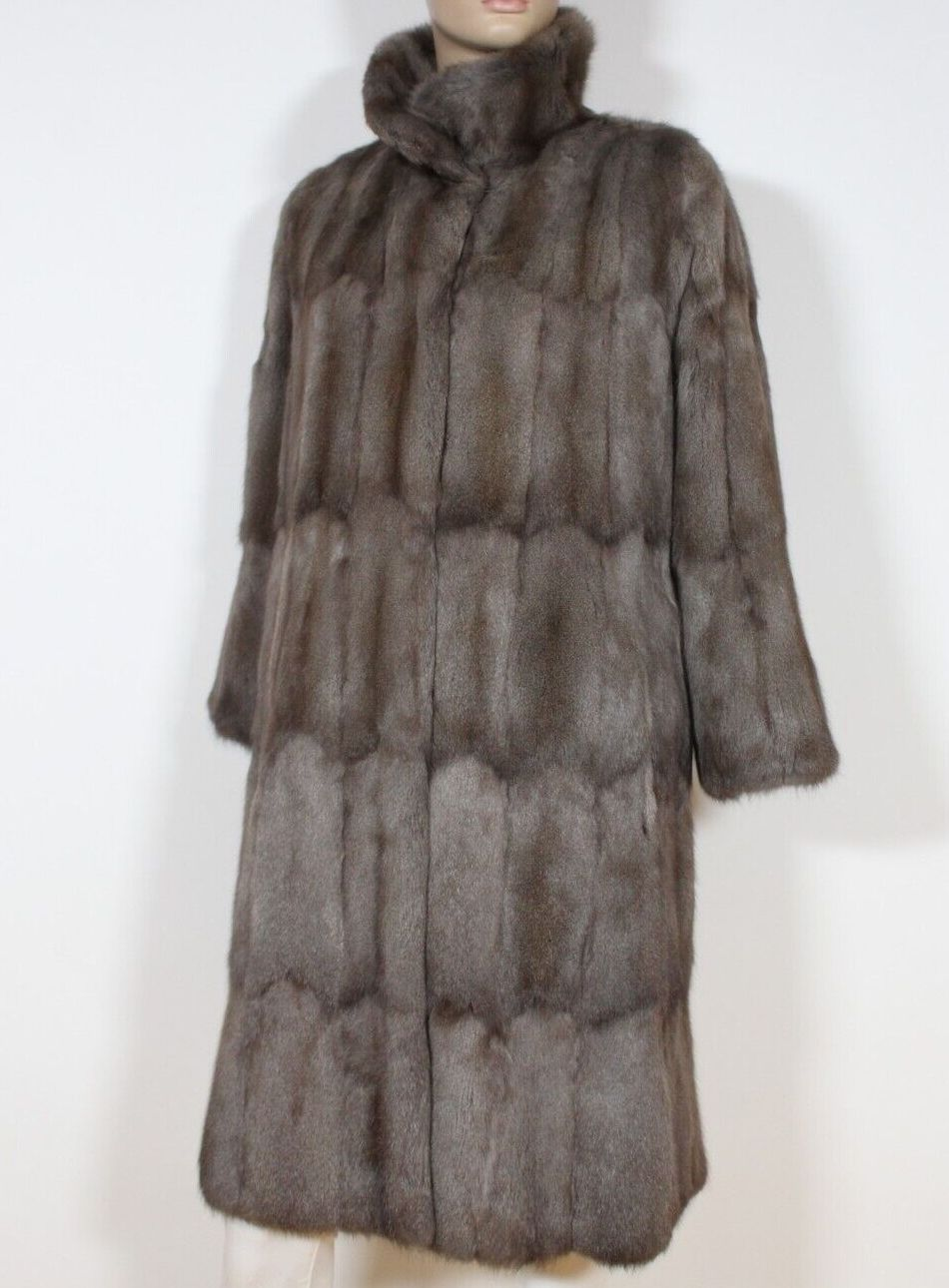
Fehrückenmantel

Das als Feh bezeichnete Winterfell des russischen und sibirischen Eichhörnchens wird in der Regel getrennt in Rücken und Wamme verarbeitet. Die weißen Wammenfelle, durch Teile des Rückens lebhaft gezeichnet, zumeist für Pelzinnenfutter.
Für das blaugraue Rückenfell des Fehfells heißt es zum Beispiel:
„Feh lässt sich in mancherlei Anordnung verarbeiten, sei es längs, quer oder diagonal. Stets wird die Form und die Art des anzufertigenden Stückes sowie der persönliche Geschmack ausschlaggebend sein. Das charakteristische Merkmal des Feh liegt in seinem rauchen und langen Pumpfhaar, gegenüber dem verhältnismäßig flachen und kurzen Kopfhaar. Dadurch bietet sich Feh in besonderer Weise zu einer sichtbaren Aufsetzarbeit an, die in großen und kleinen Pelzen sehr effektvolle Zeilenwirkung zeigt.“
„Ob die Felle nun im Bogen oder in einem Winkelschnitt aufgesetzt werden, entscheidet wiederum der persönliche Geschmack. Beide Arten sind formschön und nutzen das Material rationell aus. Dabei beachte man, dass mit dem Bogen oder Winkel der Kopf ausgenutzt und dafür der wildere Pumpf ausgeschnitten wird.“ In einem englischen Fachbuch hieß es 1936 zudem: „Fehfelle werden auf vielfältige Weise und in vielen Stilarten aufgesetzt. Einige Kürschner wollen Qualität, andere Quantität von ihren Kürschnern („cutters“), so dass der Cutter im Akkord arbeiten muss“.
Viele der in Wamme und Rücken geteilten Fehfelle sind in gewinkelter Form aufgesetzt, in der englischen Pelzbranche als „Chevron“ bezeichnet, ähnlich geformt den ebenso genannten Abzeichen auf den Ärmeln der Unteroffiziere der britischen und anderer Armeen.

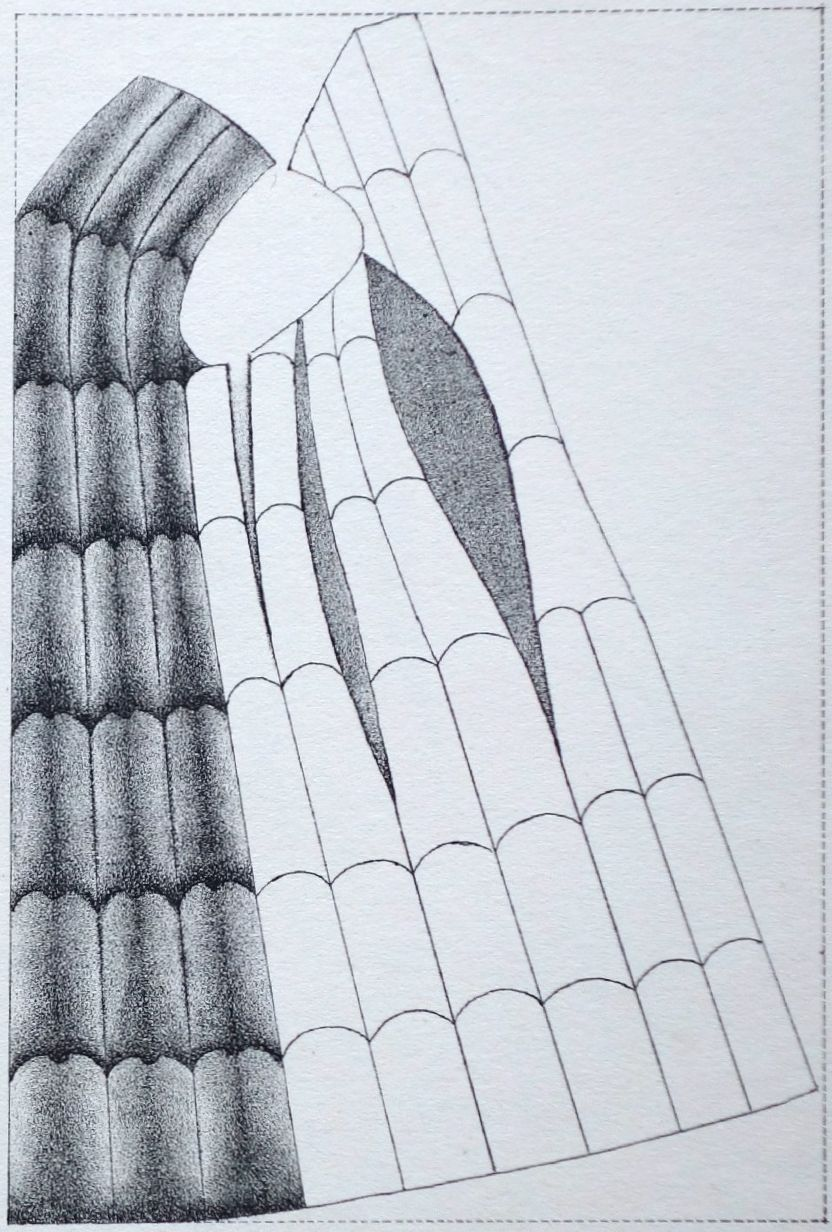
Aufsatzvorschlag (Bogen) für ein Fehrückenfutter (Skizze 1883)
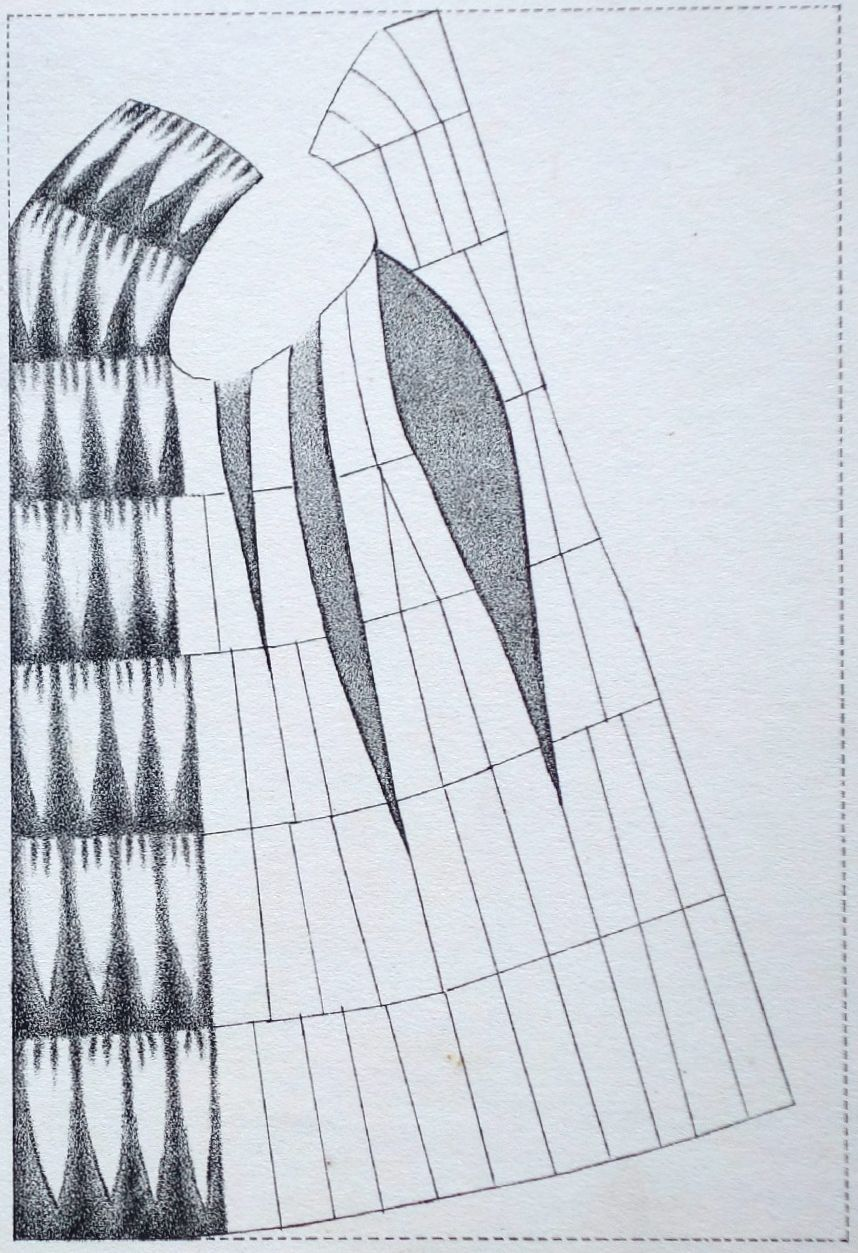
Aufsatzvorschlag (gerade) für ein Fehwammenfutter (Skizze 1883)
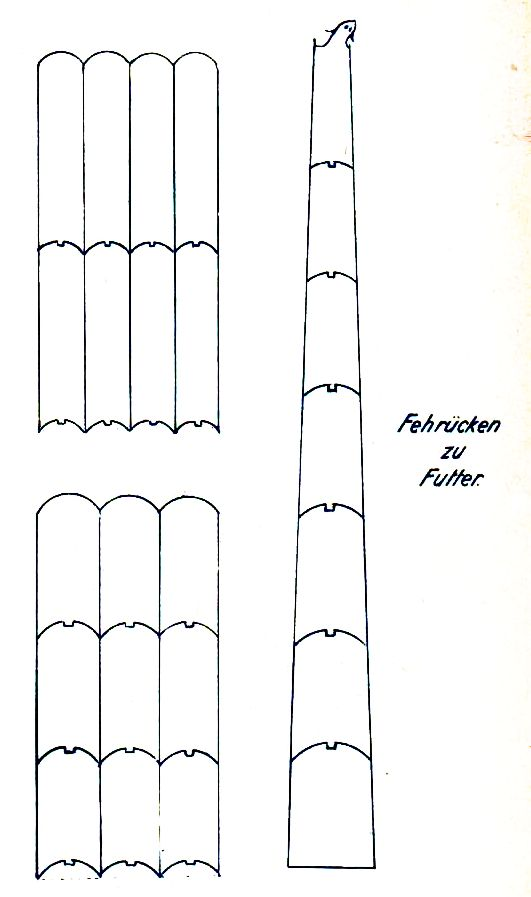
Aufsatzvorschlag (Bogen mit Zacke) für ein Fehrückenfutter (Skizze, 1895)

### Bisam

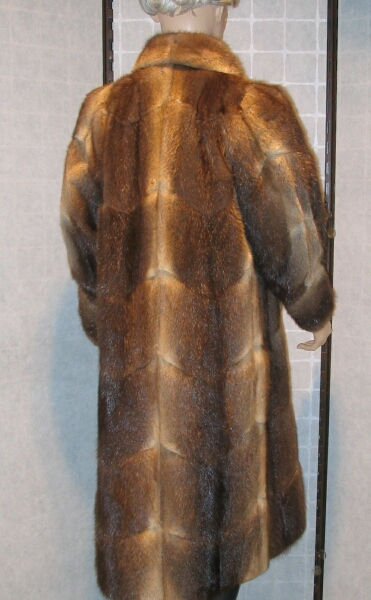
Bisammantel, ganzfellig
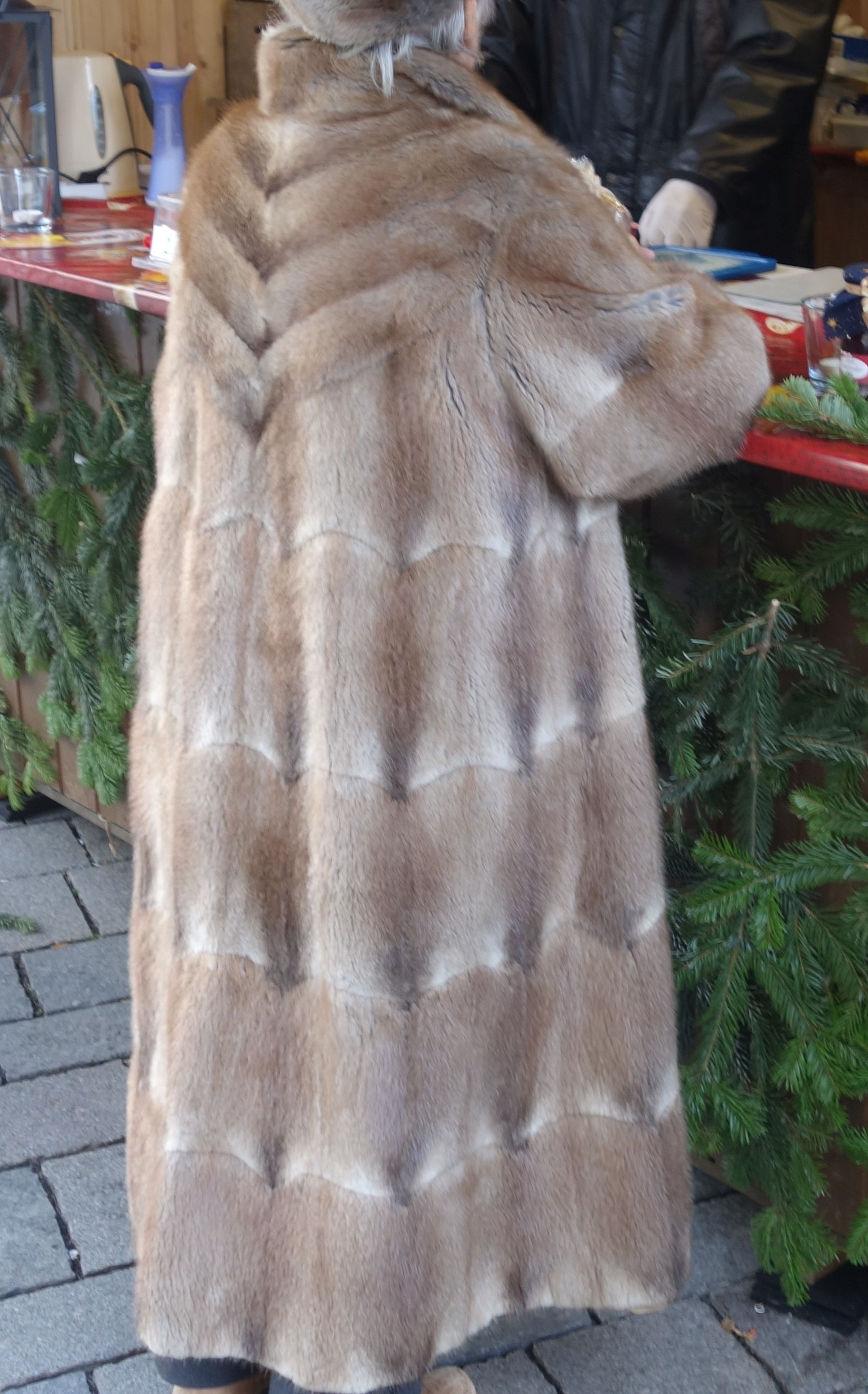
Bisamwammenmantel
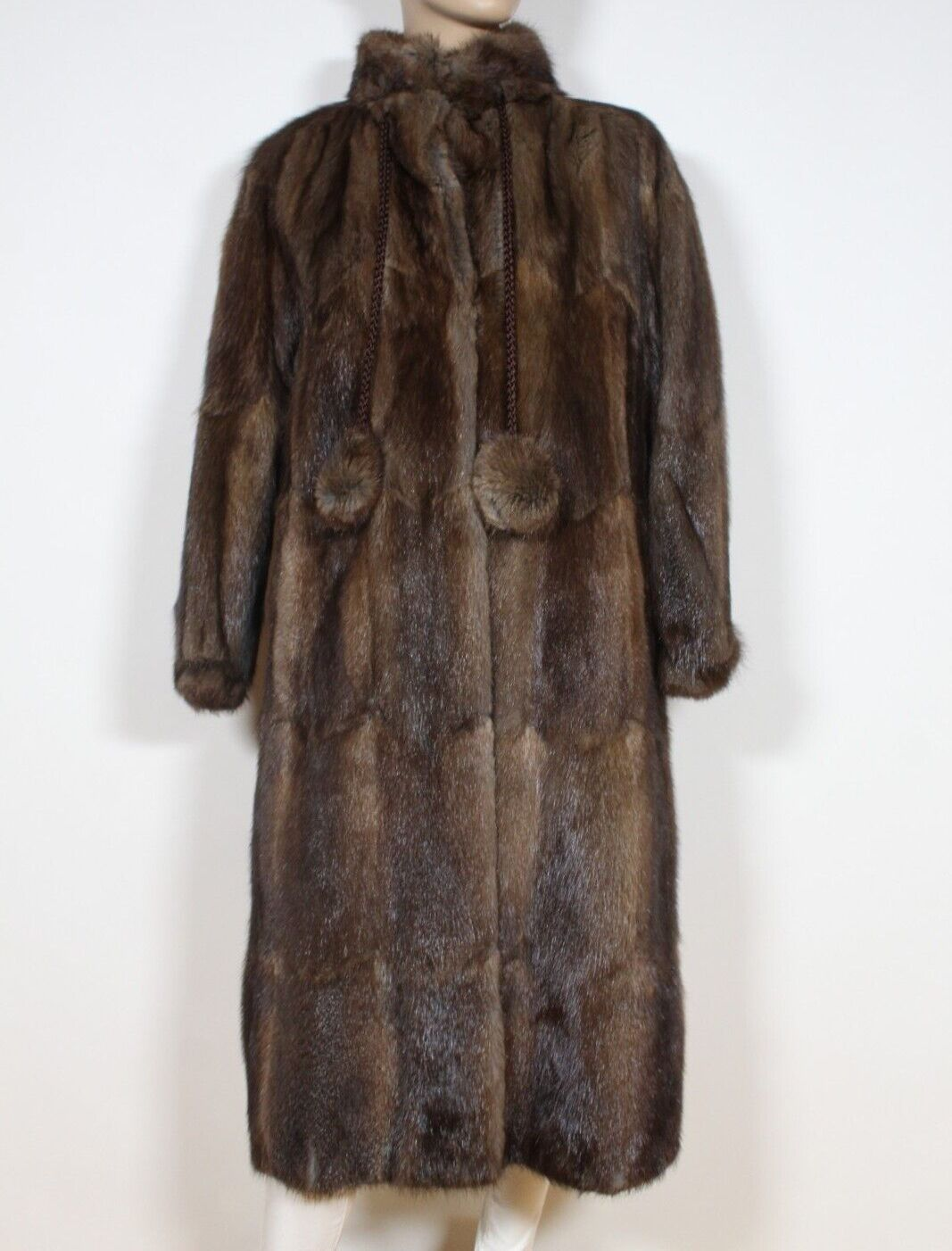
Bisamrückenmantel

Bisamfelle werden inzwischen fast ausnahmslos als Futtertafeln vorkonfektioniert gehandelt. Die üblichen Formen sind Bisamrückentafeln, Bisamwammentafeln und Tafeln mit ganzfelligen Bisam, jeweils aufgesetzt oder in anderen Gestaltungen (quer, diagonal).
Bisamrücken werden dabei in aufgesetzter, materialausnutzender Verarbeitung, meist in Form eines stumpfwinkligen V-Winkels, die Spitze zum Fellende hin, übereinandergesetzt. Da das Fellende sehr dick ist, in einem Fachbericht zudem als missfarbig bezeichnet, wurde vorgeschlagen, stattdessen den Pumpf mit einem zum Kopf hin zeigenden, bogenförmigen oder spitzem Aufsatz abfallen zu lassen. Das qualitative Aussehen eines so zusammengesetzten Teiles sei um mindestens 25 Prozent besser, der Verlust an Länge wäre nicht viel mehr als ein- bis eineinhalb Zentimeter.
Die Bisamwammen sind in den Fellseiten am Pumpf kürzer im Haar als am Kopf. Werden die Tafeln nicht anschließend geschoren, sollten das obere Fell deshalb in den Seiten auf das untere aufgetreten werden, um dort keine hässlichen Stellen entstehen zu lassen.
Eine weitere, früher noch übliche, aufgesetzte Verarbeitung für Bisam wird wohl nicht mehr angewandt. Dabei wurden die ganzen, nicht in Rücken und Wamme geteilten Felle wabenförmig zugeschnitten und Zeile zu Zeile auf Lücke gesetzt. Diese Verarbeitung mit dem lebhaften Haarbild wäre für Pelzfutter noch geeignet, sie hat den Vorteil, dass dabei die Felle sehr gut ausgenutzt werden.
Schwarzgefärbte, sogenannte Sealbisamfelle, waren einmal, neben Sealkanin, ein sehr bevorzugter Modeartikel. Das veredelte Sealfell und die es imitierenden Pelze werden gestürzt, mit dem Haarschlag nach oben, gearbeitet. Die geringe Trapezform der Bisamfelle kollidiert dabei mit der entgegengesetzten Trapezform von Mänteln und Jacken. Es wurde unter anderem daher vorgeschlagen, mit seitlichen kürschnerischen Zungenpaaren am Pumpf einen Ausgleich zu schaffen. Aus einer beigefügten Skizze war zu entnehmen, dass dadurch, vor einem eventuellen weiteren Umformen durch Dehnen der vorher in die Länge gestreckten Felle, allerdings erst einmal eine nur rechteckige Form erzielt wurde. Die Köpfe und Pümpfe müssen, sorgfältig prüfend, soweit abgeschnitten werden, bis die ungleichen Haarlängen angeglichen sind. Zum Aufsetzen verwandte dieser Kürschner eine kleine Zacke (Sealzacke).

### Hermelin
Über das königliche, weiße Hermelinfell schrieb der Kürschner Samuel Raphael 1948, es käme am besten zur Geltung, wenn es halbfellig aufgesetzt verarbeitet wird, also Grotzen an Seite. Die Verbindung soll in Form eines umgekehrten „V“s erfolgen (Spitze Richtung Kopf, bezogen auf das ungeteilte Fell), „dies ergibt die glattesten und einheitlichsten Verbindungen“. Auch er wies darauf hin, dass alle Verbindungen gleichmäßig über alle 3 Zeilenhöhen verlaufen und auch in Länge und Breite absolut einheitlich sein müssen. Die halbfellige Verarbeitung blieb jedoch eher selten, die Aufsätze entsprechen denen anderer kleiner Fellarten.

### Kanin
In den USA hieß es 1948, Kaninfell wäre der am einfachsten zu verarbeitende Pelz, sei es geschoren oder ungeschoren. Nur Kaninfelle für sehr billige Kleidungsstücke und solche aus ungeschorenem Kanin wurden dort mit geraden Nähten verbunden, langhaarige Kaninfelle würden eine Zackennaht ohnehin nicht so sehr benötigen, obwohl einige Kürschner sie auch hier anwandten. Da die Felle in der Stirnmitte sehr dünn im Haar sind, wird diese Partie zuvor entfernt und die Stelle mit einer kürschnerischen Zunge wieder geschlossen. – Das Kaninfell würde sich durchaus für anspruchsvollere Verarbeitungen eignen, der geringe Preis des in großer Menge anfallenden Nebenprodukts der Jagd auf Landwirtschaftslästlinge und der Fleischproduktion würde das fertige Produkt dann allerdings in der Regel zu schwer verkäuflich machen.

### Murmel

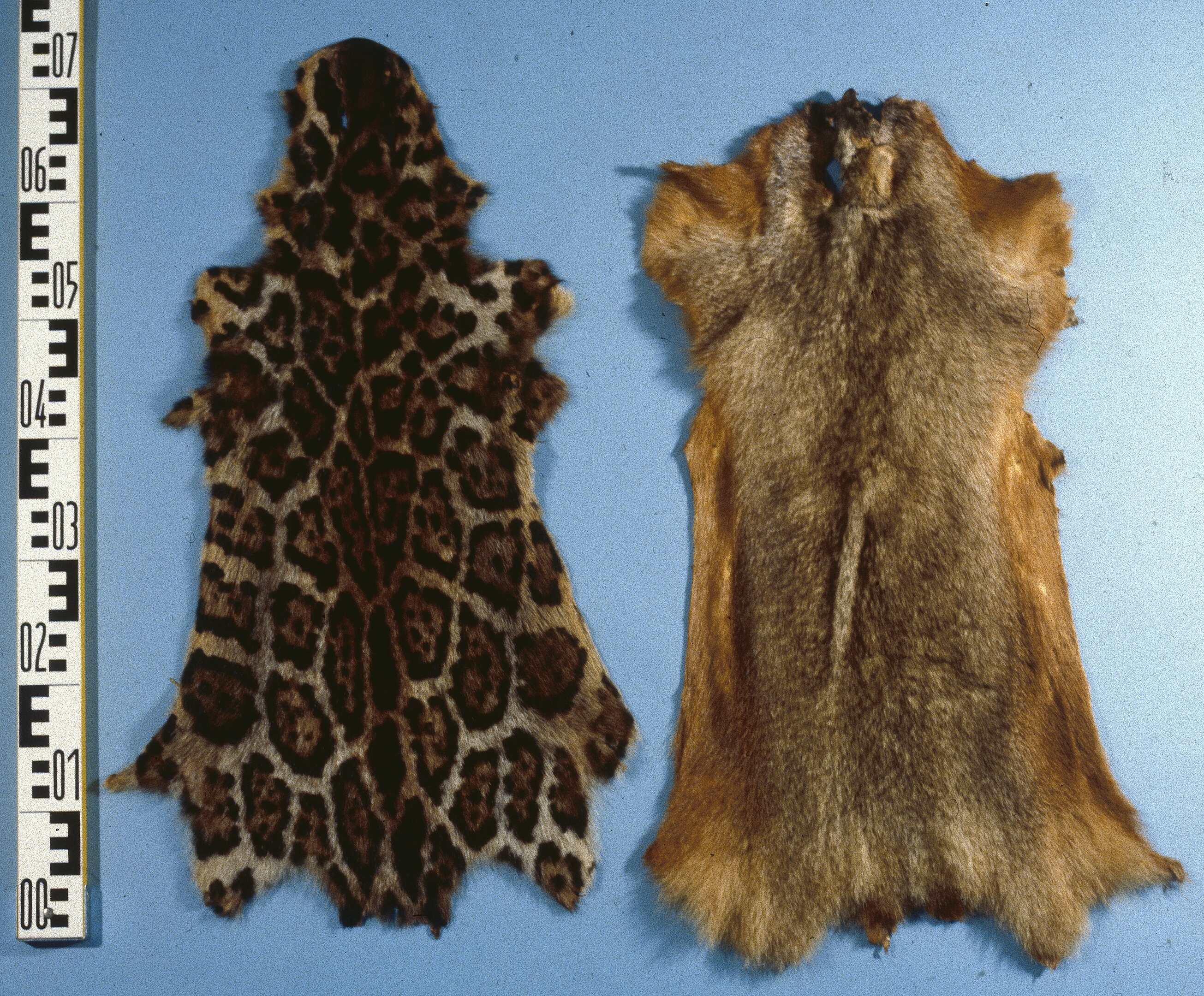
Murmelfelle

Im Jahr 1928, als Murmelfell stark nachgefragt war, schlug ein Wiener Fachmann eine besondere Aufsatznaht vor: Die Seiten der Fellenden am Kopf und Pumpf werden dabei zum Pumpf hin schräg geschnitten. Die Fellmitte dazwischen wird dagegen diagonal mit einer feinen Zacke („Sealzacke“) geschnitten. Der gesamte Prozess wurde so beschrieben:
„Nachdem wir Kopf, Seiten und Pumpf abgeschlagen haben, egalisieren wir das Fell […] Arbeitet man Murmel für einen Mantel zusammen, dann wird es sich empfehlen, ziemlich weit in den guten Kopf hinaufzugehen. Die Seiten des Kopfes sind meist nicht gut verwendbar. Wir schneiden dieselben also schräg herunter ab. Ist der Pumpf wieder nicht ganz rein, gehen wir etwas hinauf, schneiden gerade durch und laufen etwas in die Klauen schräg herab, parallel zum Kopfschnitt, so dass nun die Aufsätze passen. Die waagerechten Schnitte arbeiten wir in Zackennaht zusammen, während die Hinterklauen sich sehr gut oben an die Kopfseiten anfügen werden. Arbeiten wir das ganze Fell, werden wir nun die Felle in der uns schon vielfach bekannt gewordenen Art zusammennähen, und zwar Kopf und Pumpf immer in zarter Zackennaht, an den Seiten gerade.“

### Nerz

Im Vergleich
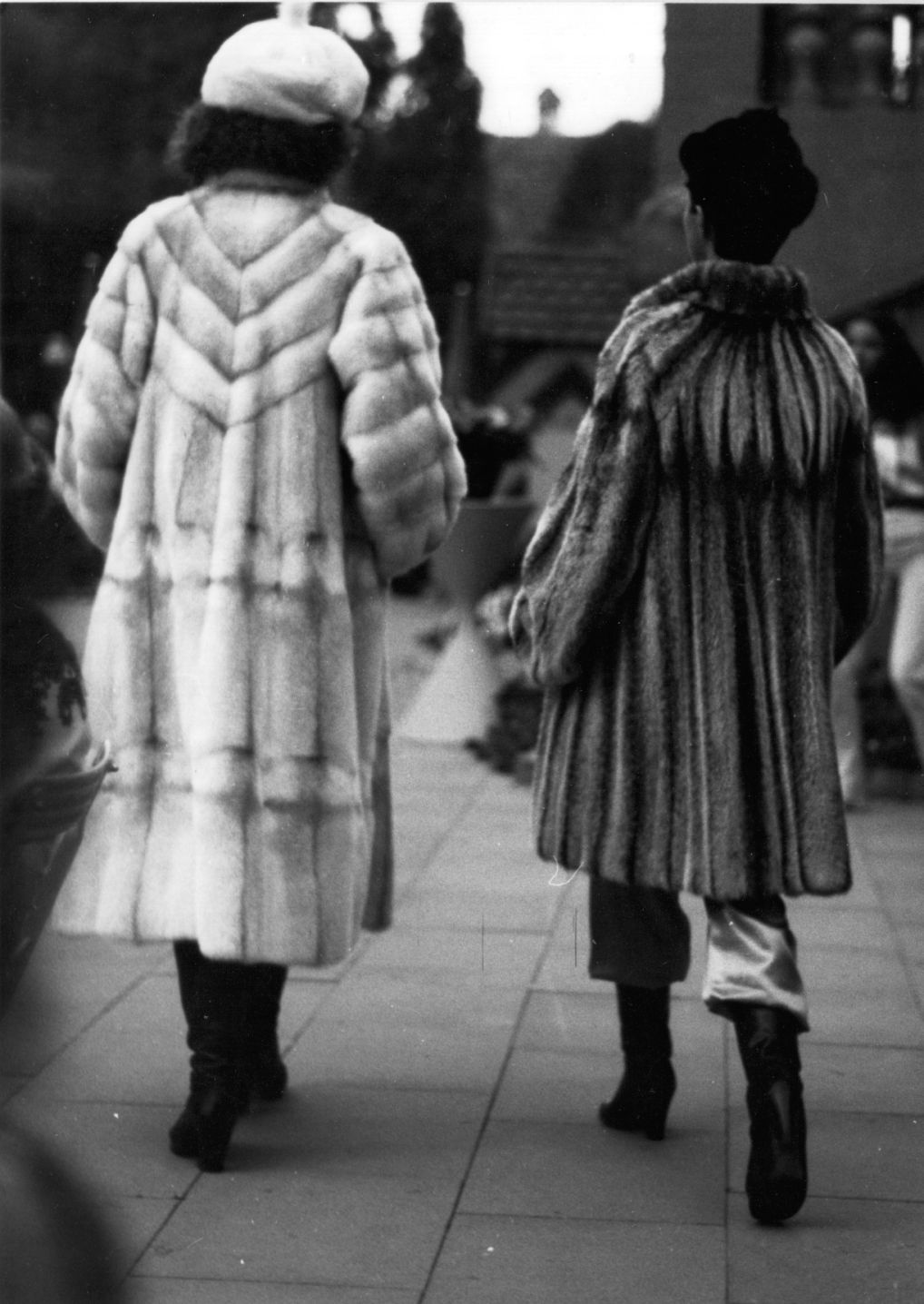
Nerz aufgesetzt, oben halbfellig
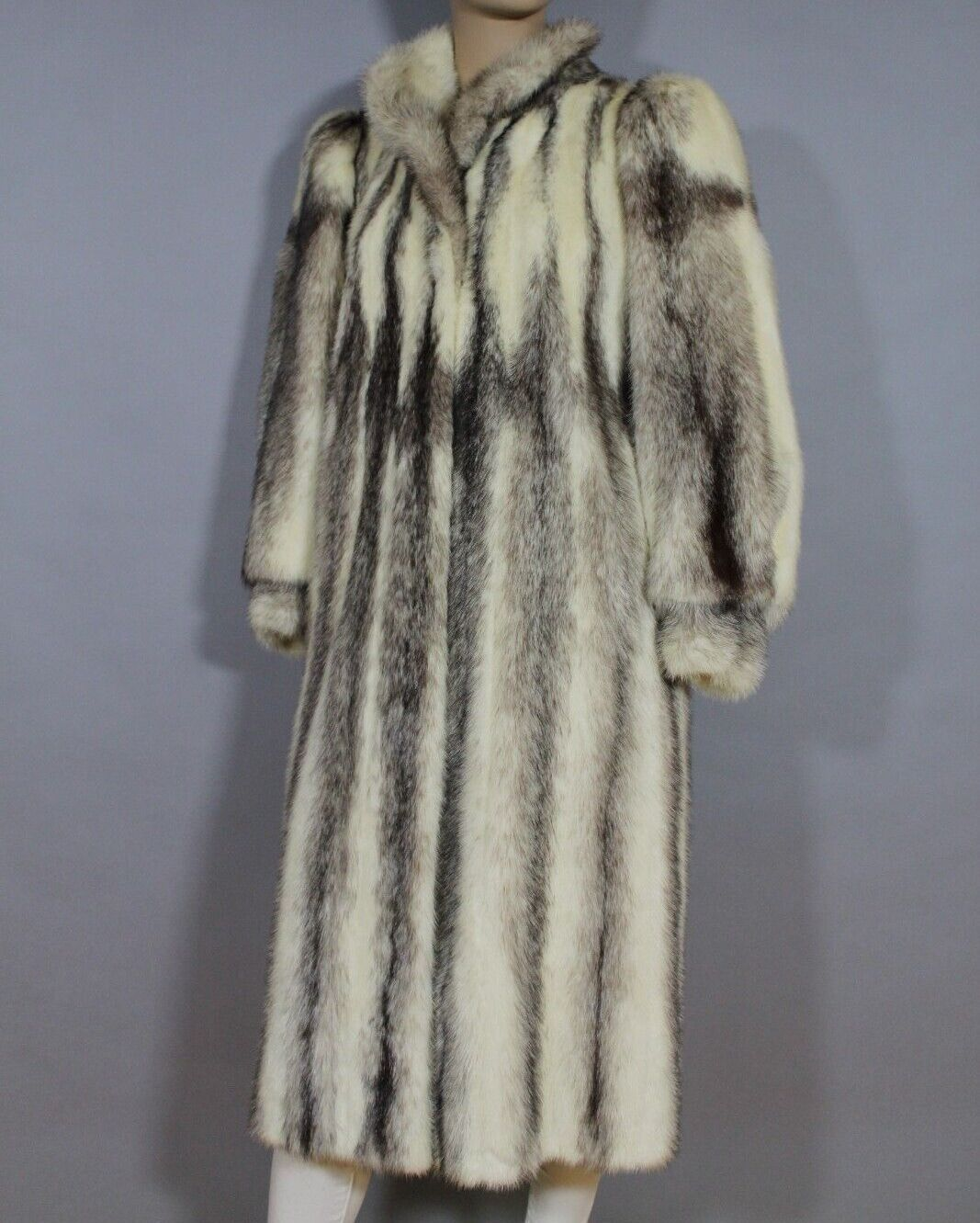
Ausgelassen

Die klassische Verarbeitung des Nerzes zu Mänteln und längeren Jacken ist seit etwa 1900 das Auslassen, das Verlängern der Felle auf Kosten der Breite durch V- bzw. A-förmige Schnitte. Bei dieser Arbeitstechnik entstehen schmale Streifen in der Länge des Kleidungsstücks, das zudem dadurch einen besonders fließenden Fall aufweist. Auch komplizierte Streifenführungen lassen sich hiermit verwirklichen. So wird die Taillierung eines Mantels durch die ebenfalls taillierten Streifen zusätzlich betont.
Seit dem Abflauen der allgemeinen Nerzmode werden die Felle zunehmend in unveränderter Form verarbeitet, neben dem Aufsetzen vor allem quer oder halbfellig quer, ausgelassen verarbeitete Nerzmäntel wurden 2024 in Mitteleuropa wohl kaum noch angeboten.

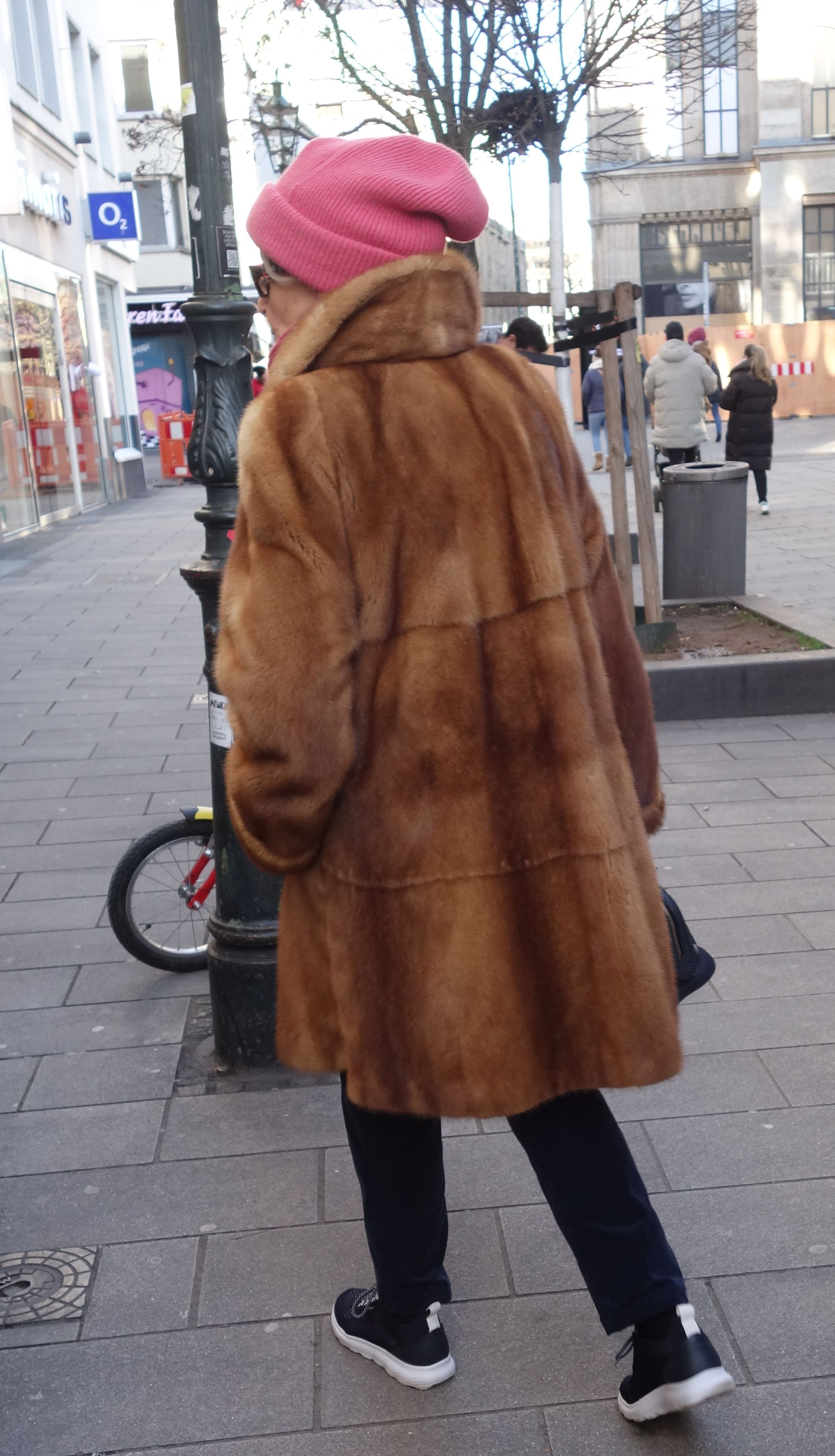
Goldnerzmantel
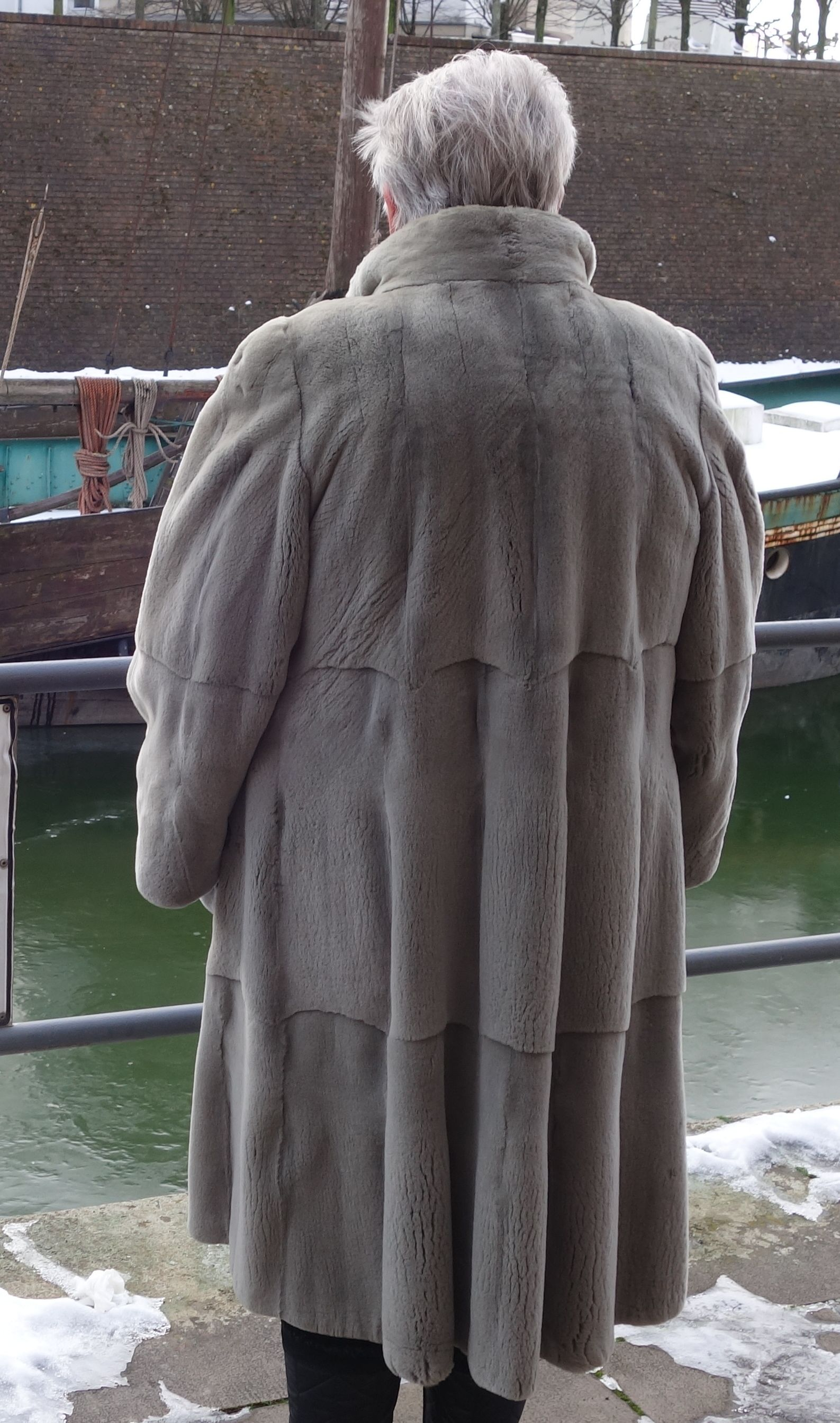
Samtnerz, gerupft
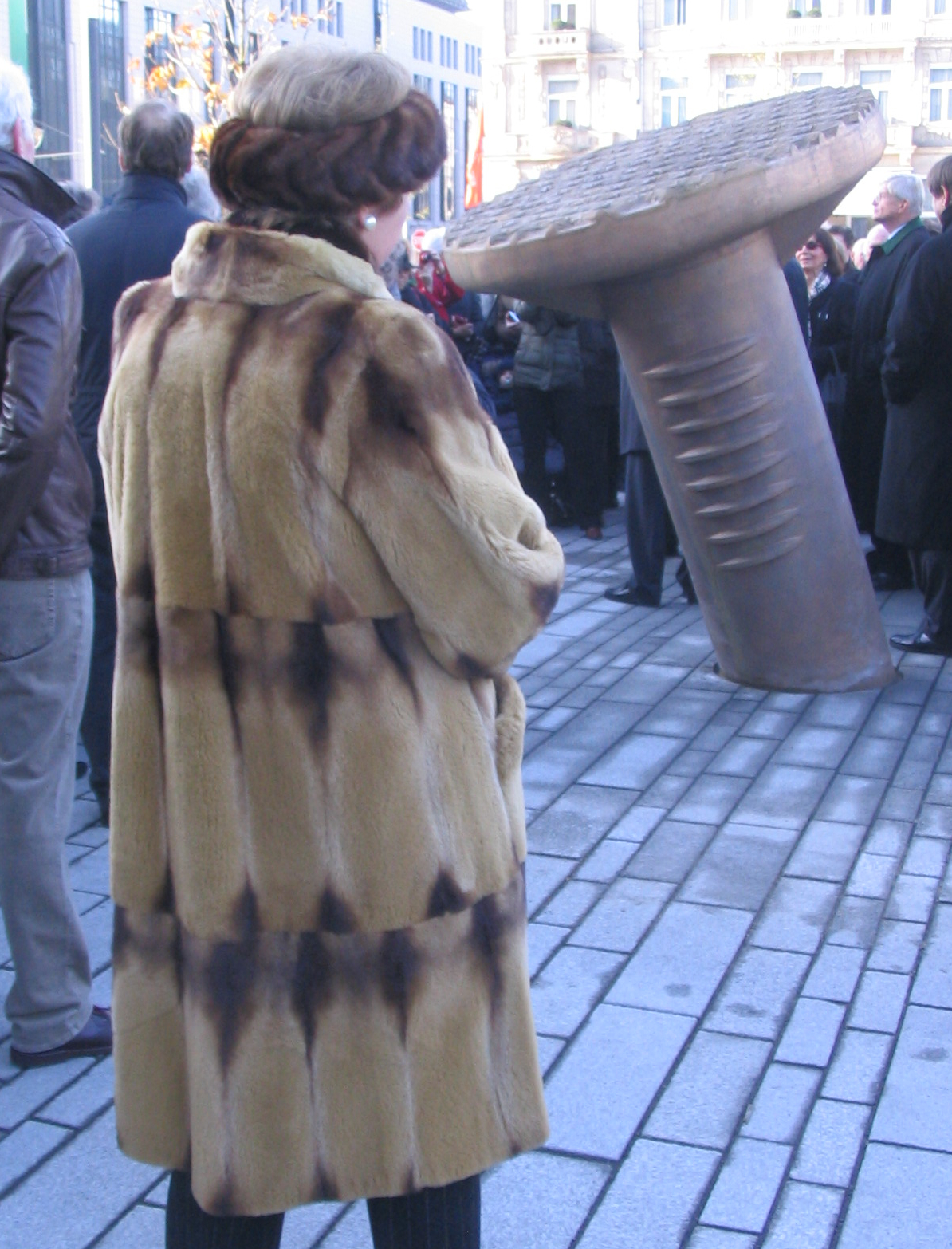
Samtnerz geschoren ohne Längsbahnen (nicht Einzelfell auf Einzelfell)

### Nutria

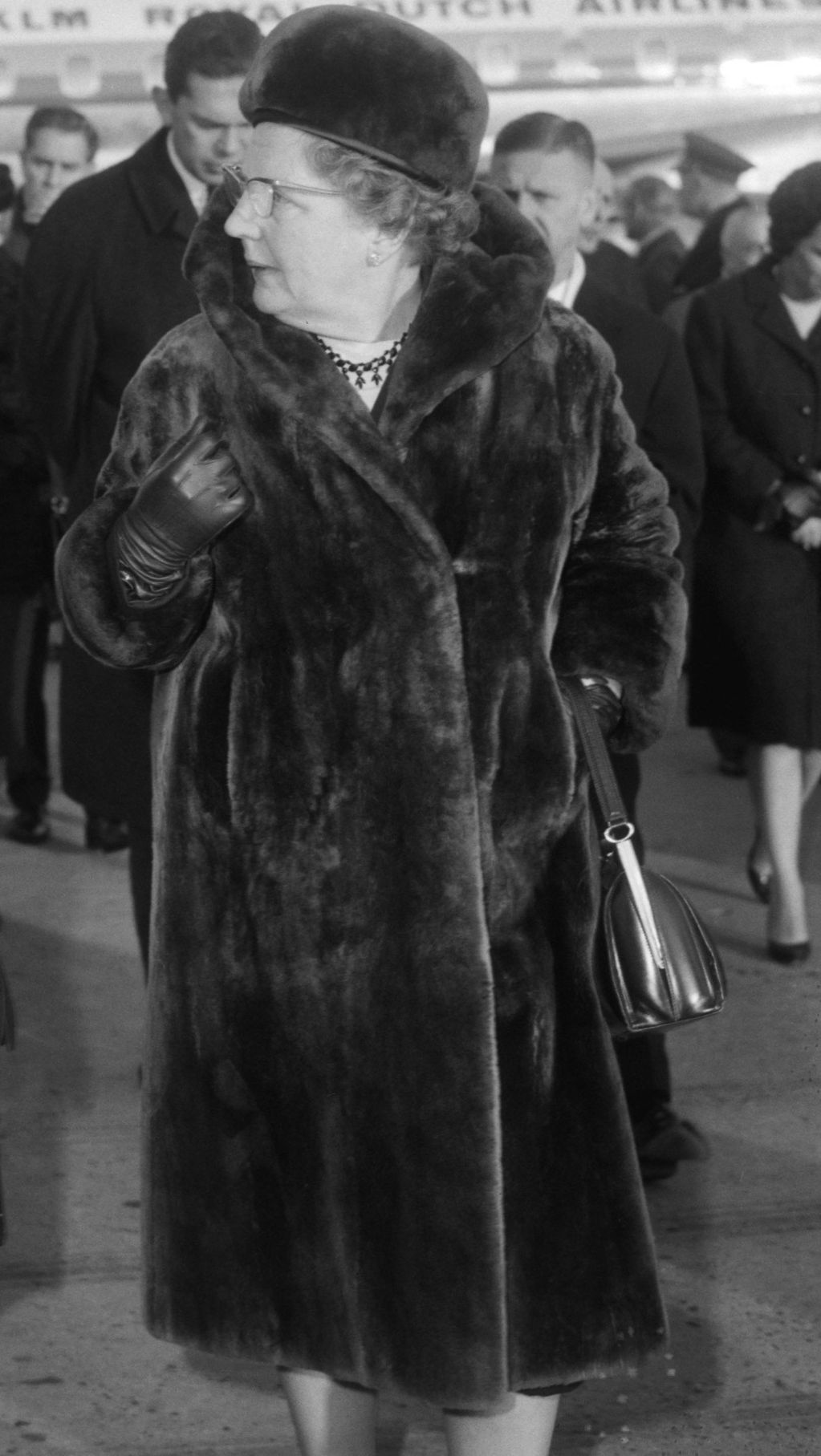
Königin Juliana der Niederlande im Mantel aus gerupftem Nutria
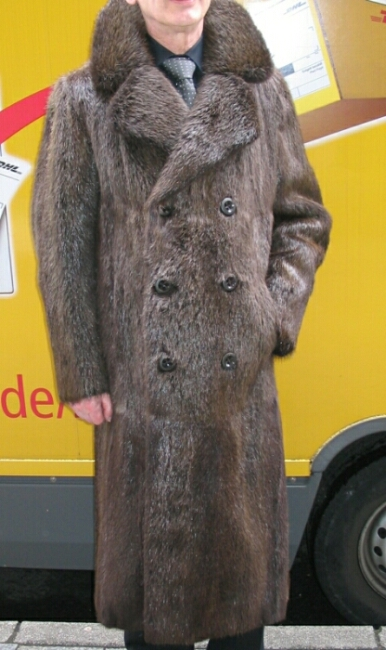
Herrenmantel aus naturellem Spitznutria

Als eine besondere Herausforderung gilt in der Kürschnerei das Aufsetzen von gerupften („gerumpelten“) Nutriafellen. Ein Fachlehrbuch drückte es so aus: „Die Verarbeitung von Nutria weist große Tücken auf und kann den Verarbeiter fast zur Verzweiflung bringen. Dazu genügt mitunter schon der geringste Fehler. […] Durch Auftrennen sind die entstandenen Mängel nicht zu beheben, sie würden dadurch eher noch verschlimmert. […] Bei dem Artikel Nutria gilt mehr als bei anderen Fellen das Wort: »Nicht das Messer, sondern das Hirn des Kürschners entscheidet«.“
Gemeint ist in diesem Zusammenhang immer das Fell des von Grannen befreiten, des gerupften Nutriafells. Voraussetzung für das Gelingen eines der schwierigsten Kürschnerarbeiten ist ein reines Sortiment. Das Sortieren ist daher eines der wichtigsten Vorarbeiten. Hat der Kürschner zwei Felle, die gleichmäßig in Farbe und Rauche sind, so ist es nicht gesagt, dass sie übereinander passen, denn in der Regel sind die Fellenden heller als die Köpfe, die wiederum bedeutend langhaariger sind als die Pümpfe. Oft ist das für einen einwandfreien Übergang benötigte flache Kopfstück beim Zurichten beschädigt worden oder fehlt ganz. Anders als andere Fellarten wird gerupftes Nutriafell (auch als Samtnutria bezeichnet) zudem mit der Kopfseite nach unten, also mit dem Haarschlag nach oben, gearbeitet („Stürzen“), was die Sichtbarkeit der Aufsatznaht erhöht. Für die klassische Nutriaverarbeitung wurde das Fell zudem Im Rücken gespalten anstatt auf der Bauchseite, der Wamme. Ein Fachbuch sagt zur Verarbeitung:
Das Übereinanderschneiden von zwei oder drei Fellen geschieht in Wellenform, die die rauchenmäßige Verbindung zwischen Kopf und Pumpf am besten garantiert. Vorteilhaft ist zuerst das Abschneiden des Kopfes des aufzusetzenden Felles. Danach ist das darunter liegende Fell rauchlich und farblich anzupassen und in Wellenform abzuschlagen. Hierbei ist der Rauchenausgleich zu finden. Ein Nachschneiden macht sich [ist] durch den schnellen Rauchenwechsel innerhalb des Felles am Kopf und Pumpf notwendig. […] Alle Aufsatznähte durch Zerreißnähte durchbrechen. […] Jede Fellbahn ist von der Haarseite zu klopfen und durchzukämmen.
Um die fast gerade, nur in einem nur angedeuteten V-Winkel genähte und eventuell korrigierte Aufsatznaht noch weniger sichtbar zu machen, wird sie bei einer anspruchsvollen Kürschnerei durch eine vielfach gewinkelte Einlassnaht in sich stufenartig verschoben („zerrissen“). Eine andere Möglichkeit ist das Zerreißen der Naht durch senkrechte Schnitte im Abstand von etwa einem Zentimeter, gerade so lang, dass sie sich beim Nähen mit der Pelznähmaschine noch gut einhalten und später glattzwecken lassen. Durch abwechselndes Einhalten einer Seite, wobei die Aufsatznaht um etwa einen Zentimeter in sich verschoben wird, entsteht das Bild einer rechtwinkligen Kastenzacke (in der Art der Silhouette von Burgzinnen).
Durch ein nachträgliches, heute meist angewandtes Scheren der gespannten Fellteile lassen sich die Haarlängenunterschiede zwar beheben, es entsteht jedoch eine andere, einem Plüschstoff ähnliche, flächigere Optik.
Ein Fachbuch aus den 1920er Jahren schlägt dagegen vor, wie bevorzugt auch bei anderen Fellarten, die Fellzeilen unkompliziert mit einer durchgehenden Wellennaht übereinanderzufügen. Hier wird die Naht kostensparend bewusst als gestalterisches Element eingesetzt. Auch die ebenfalls unkomplizierte Verbindung mit einer kleinen Zackennaht war gebräuchlich. Aus wirtschaftlichen Gründen wird das flache Fellende wohl selten entfernt, bei allen schematischen Verbindungen ist ein Auftreten in den Fellseiten zum Haarlängenausgleich daher unvermeidlich.

### Zieselfell

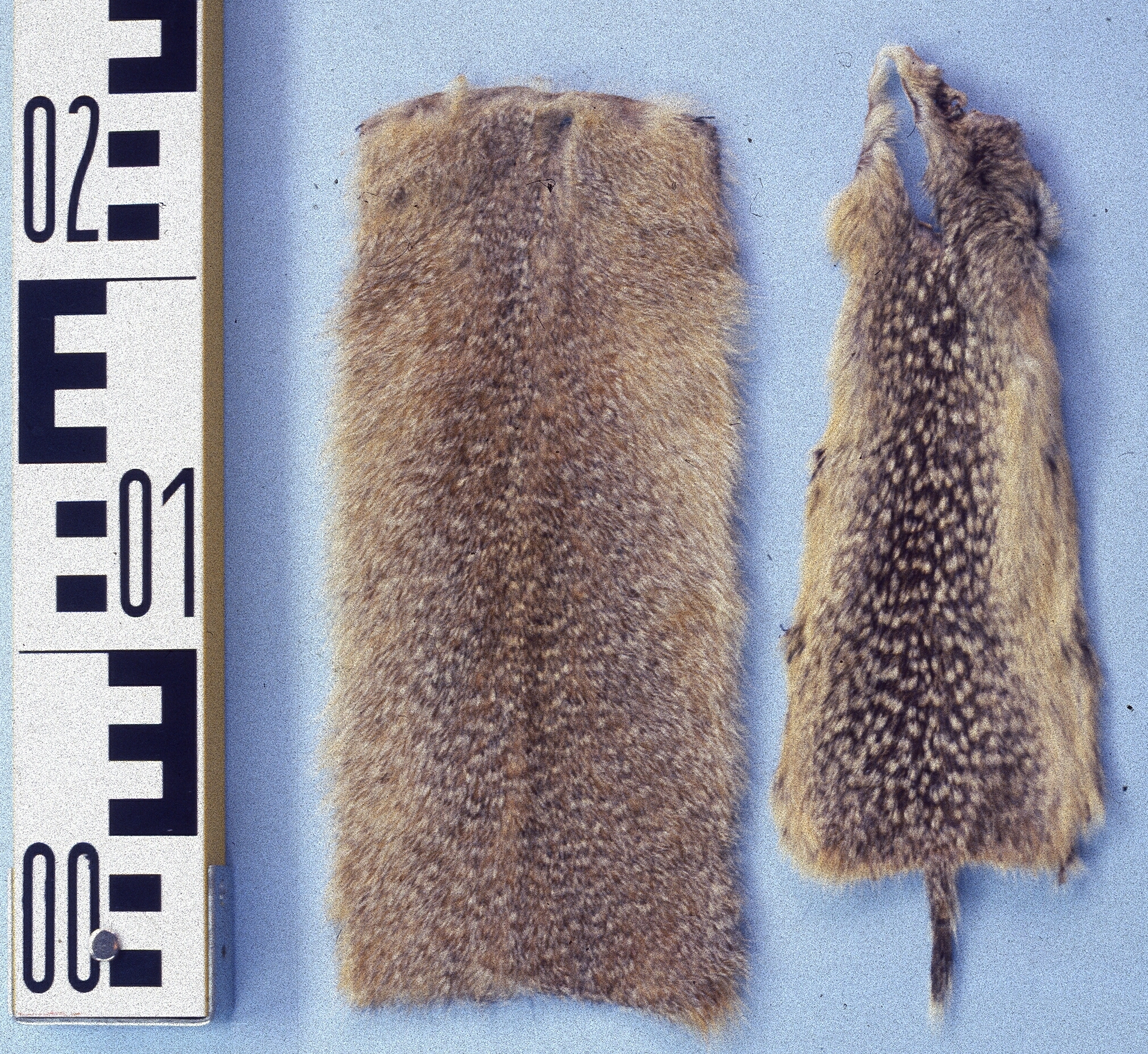
Zwei Zieselfelle, links gespannt und zugeschnitten
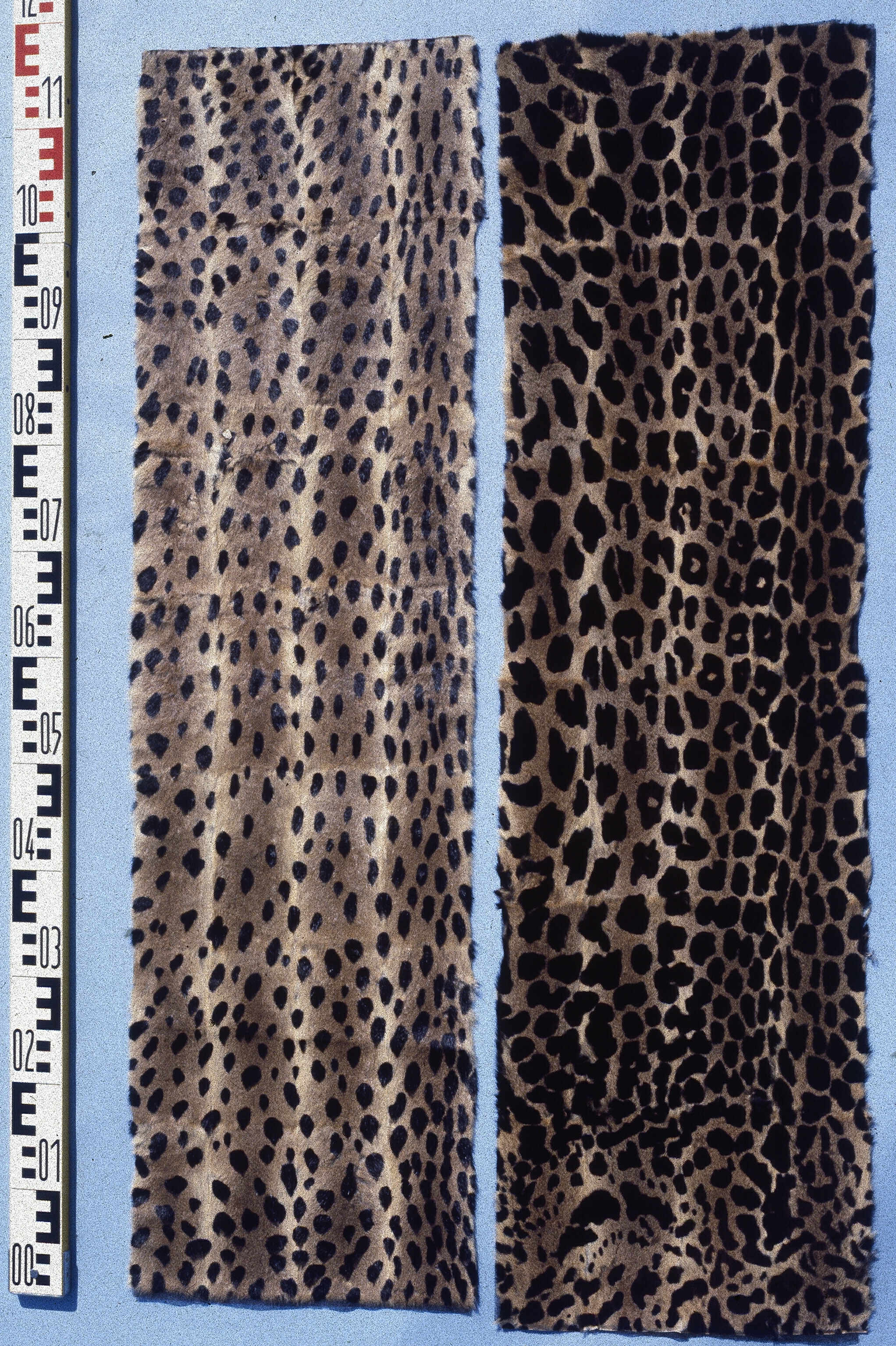
Bedruckte Tafeln aus Zieselfellen

Wohl um Materialverlust beim ohnehin kurzen Zieselfell zu vermeiden, werden die Felle in der Regel in einfacher gerader Naht aufgesetzt.

### Gelockte, moirierte Felle

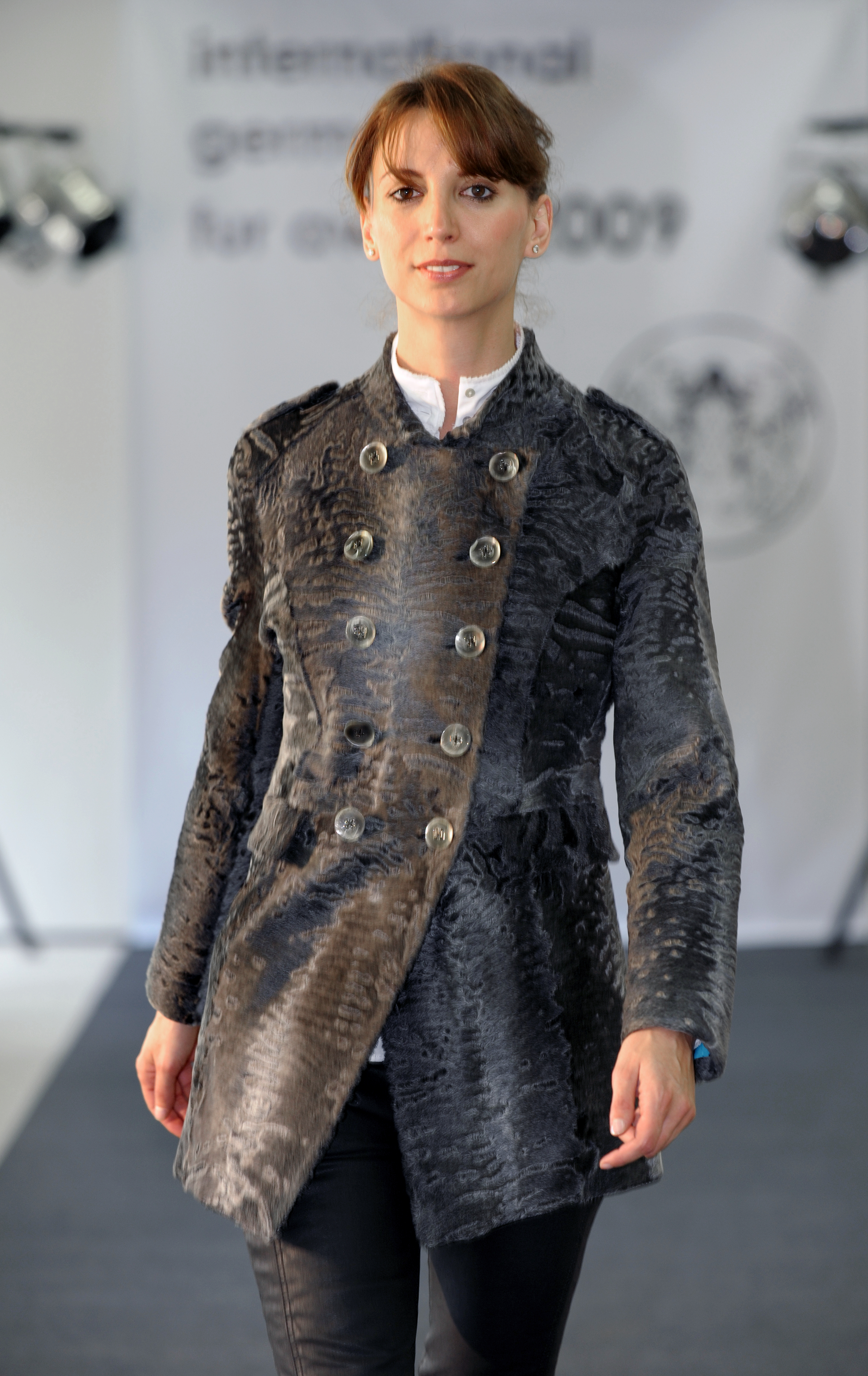
Aufsatz in den Vorderteilen kaschiert durch Taschenpatten und Knöpfe, Karakul-Kurzmantel
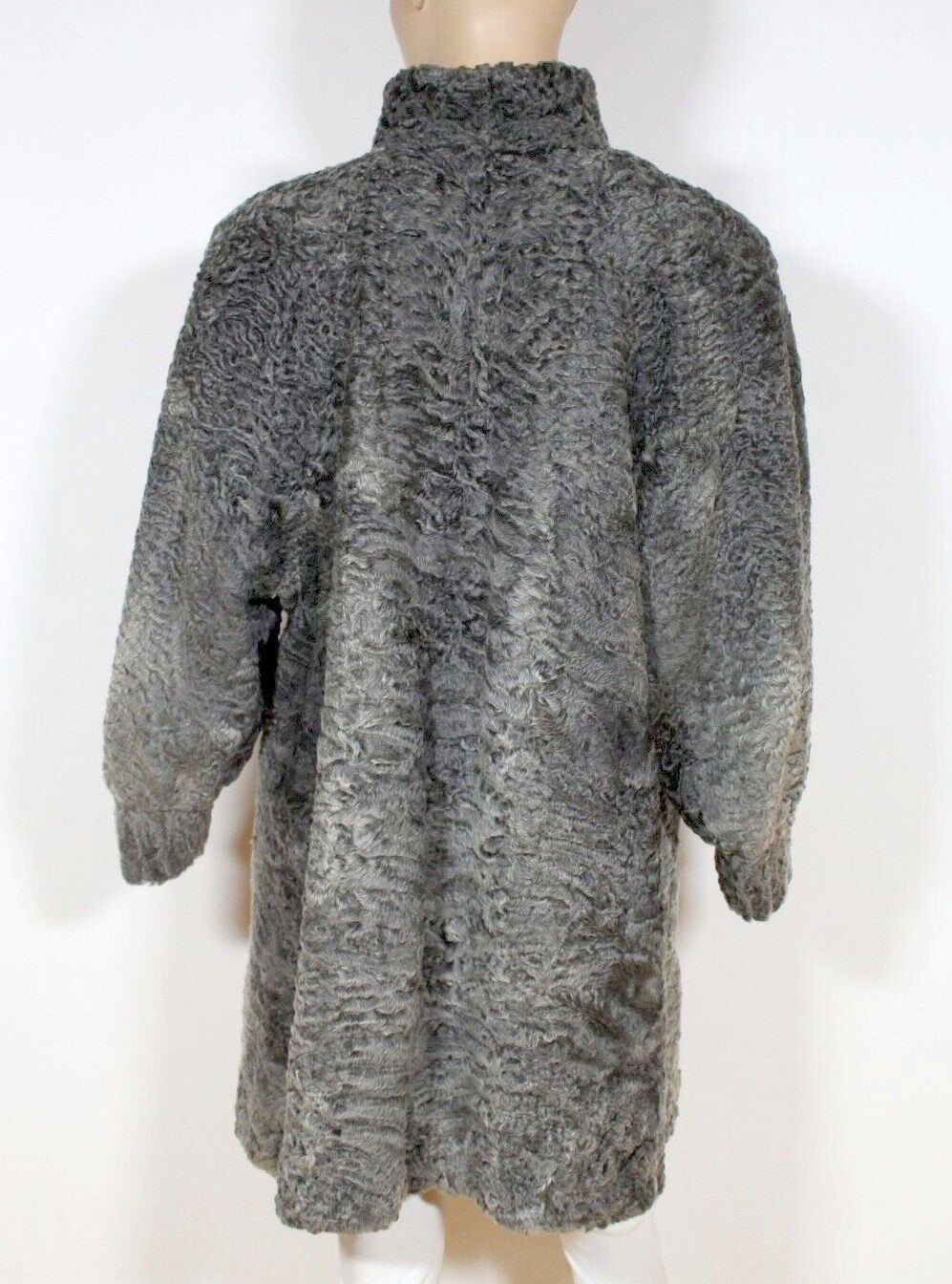
Einschneiden bei einem Natur-Karakul-Kurzmantel

Aufsatznähte für gelockte oder moirierte Felle werden bei einer etwas aufwändigeren Verarbeitung üblicherweise mithilfe dem Fellcharakter angepassten Zacken- oder Wellenschablonen geschnitten. Solche Verbindungen schaffen einen harmonischen, kaum wahrnehmbaren Übergang zwischen den Fellen. Diese, bis auf einige Zickelfellarten, aus der Familie der Schafe stammenden Fellarten, sind unter anderem Karakulfelle (Persianer), Indisch Lammfelle, Silklammfelle oder Buenolammfelle.

#### Karakul (Persianer) und andere Lammarten
Im Jahr 1956, während der Hauptzeit der Persianermode, wurden diese, vor allem schwarz gefärbten Felle hauptsächlich eingeschnitten verarbeitet, also in flächiger Optik. Vom Grundsatz her werden Karakulfelle mit dem Kopf nach unten zusammengesetzt, da die Haarstruktur dann in der Regel mit einem tiefschwarzen Glanz das beste Aussehen ergibt. Das Fachbuch jener Zeit sagt, für die damals meist gelockten Karakulsorten: „Die Haarzeichnung bestimmt außerdem, ob die Felle beim Zusammensetzen auf Mantellänge ineinandergeschnitten oder Kopf auf Pumpf gesetzt werden. Sind Pümpfe, Mittelstücke und Köpfe stark unterschiedlich gezeichnet, dann in der Dreiteilung einschneiden.“ Für die, zu der Zeit noch Breitschwanzpersianer genannten Swakarafelle heißt es, dass diese Felle mit der „schöneren, moiréartig ausgeprägten Zeichnung“ im Prinzip wie die gelockte Sorte verarbeitet wird: „Je nach Wirkung oder Lichtreflexen arbeitet man den Haarstrich nach oben oder unten, jedoch einheitlich im Mantel. Die Verbindungsnähte zackt man ebenfalls. Einschneiden ist nicht immer notwendig. Hier kann das Schönheitsprinzip der sich jeweils in den Fellen wiederholenden eigenwilligen Zeichnungen von Pümpfen, Mittelstücken und Köpfen im Vordergrund stehen. Jedoch müssen diese dann im Mantel in gleicher Höhe erscheinen.“

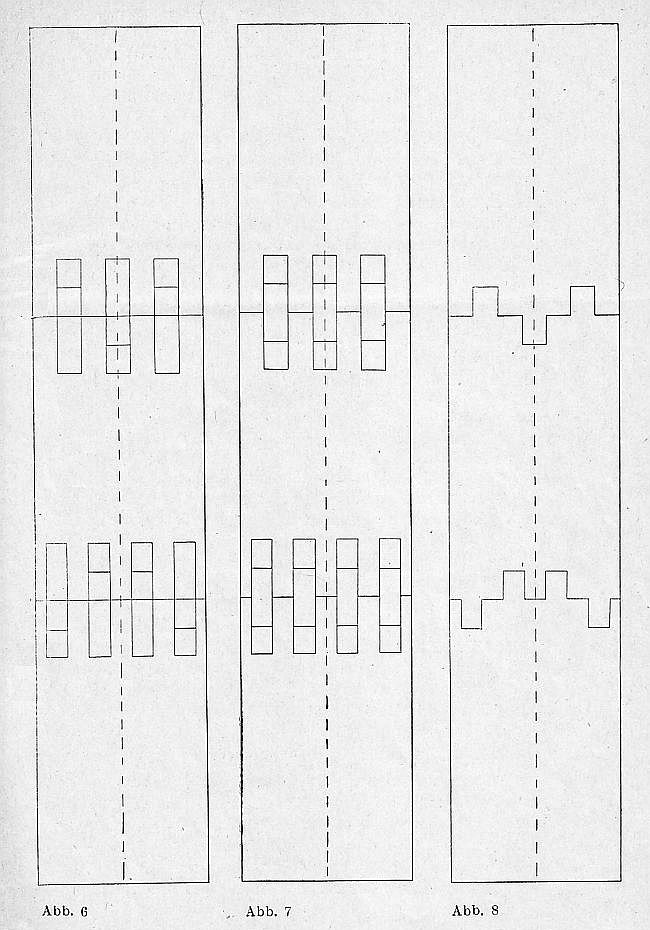
Abb. 6–8

Um den Materialverlust, der bei einer Aufsatzzacke oder -welle zwangsläufig entsteht, ganz zu vermeiden, wurde 1939 für Persianer und Felle mit ähnlicher Haarstruktur vorgeschlagen, sie in geraden Nähten aufzusetzen. Durch die Aufsatznaht werden anschließend Rechtecke geschnitten, und zwar so, dass die Naht jeweils in der Mitte liegt. Oben oder unten wird nun etwa ein Viertel der Rechtecken abgeschnitten und unten oder oben wieder eingenäht (siehe Abbildung 6–8). Da hierbei, außer dem vernachlässigbaren Nahtverlust kein weiterer Fellverlust entsteht, wären deutlich tiefere Zackenmuster als bei der Schablonenarbeit wirtschaftlich vertretbar. Die Anregung scheint jedoch nicht aufgegriffen worden zu sein, in späterer Fachliteratur taucht die Methode wohl nicht mehr auf.
Für die dünnbehaarten Breitschwanzfelle von tot- oder frühgeborenen Karakulfellen schlug derselbe Kürschner eine für jedes Fell individuelle Aufsatz-Wellennaht vor: „Hierbei richtet man sich ganz nach der gewachsenen Zeichnung. Dort, wo sie am schönsten ist, am Kopf oder Pumpf, schneidet man zuerst die Verbindung heraus, die zuvor mit Stecknadeln oder auch mit dem Grotzenstecher markiert wurde. Diese Arbeit hat allerdings unter Berücksichtigung der Zeichnung des anzusetzenden Felles zu erfolgen. Ist bei diesem von der Haarseite die Höhe des Aufsatzes abgestochen, dann wird von der Lederseite der genaue Verlauf der geschnittenen Welle abgezeichnet. Am saubersten lassen sich diese Markierungen mit weißer Tusche ausführen.“ Auch ein englisches Fachbuch preist diese, den einzelnen Fellen angepasste Aufsatznaht als eine hohe Kunst der Kürschnerei. Dort wird sie, als im 19. Jahrhundert in Frankreich zu höchster Perfektion entwickelte, „blumige Verbindung“ („flowered connection“) bezeichnet, „von feinen Kürschnern auf der ganzen Welt verwendet“. Dazu wird das Fell mit dem Pumpf auf das Kopfteil gelegt, und durch Hin- und Herschieben die am besten übereinstimmende Stelle gesucht. Im Verlauf der natürlichen Fellzeichnung wird die Aufsatzwelle geschnitten und auf das darunter liegende Fell übertragen. – Ist es auch der Stolz eines Kürschners, diese individuelle Arbeit möglichst perfekt auszuführen, spricht doch inzwischen einiges dafür, eine geeignete Aufsatzschablone mit immer wiederkehrendem, gleichen Muster zu verwenden.
Da an den Verbindungsnähten die zusammenstoßenden Haare oft einen Kamm bilden, können diese beim Zwecken mit Pappstreifen niedergepresst werden.

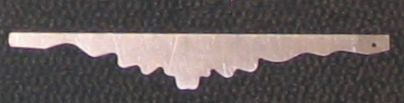
Aufsatzschablone für Breitschwanz (Spitze Richtung Schwanz)

Karakul (Persianer)
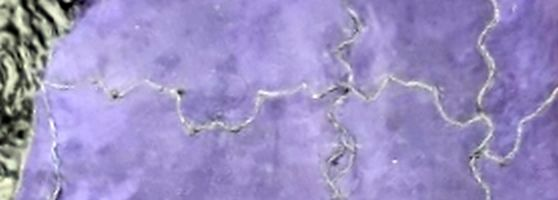
Genähte, individuelle Aufsatznaht
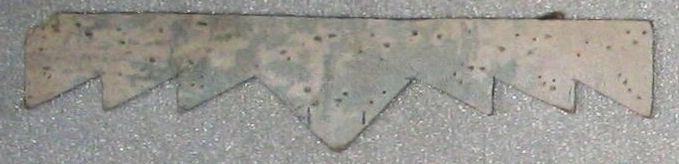
Aufsatzschablone
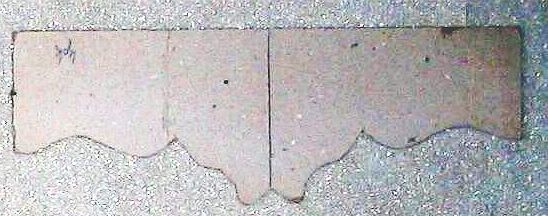
Aufsatzschablone

#### Indisch Lamm, Astrachan
Indisch Lammfelle werden bevorzugt ganzfellig verarbeitet, die Aufsatznähte in Zackenform entsprechen denen der Karakulverarbeitung. Etwa 80 Prozent der Fellsortimente erzielen die beste Wirkung bei gestürzter Verarbeitung, Kopf unten. Am Beispiel Astrachanlamm wurde gesagt, dass Kopf-an-Kopf- und Pumpf-an-Pumpf-aufsätze zwar die unsichtbarsten Verbindungen schaffen, durch die unterschiedliche Schattierung es aber unmöglich ist, ein einheitliches Bild zu erzielen.

#### Buenos-Breitschwanz
Buenos-Breitschwanz, beziehungsweise Buenos-Aires-Schmaschen-Felle, sind geschorene Felle, die durch die Schur eine dem Breitschwanz ähnliche Zeichnung aufweisen. Hier werden die Felle oft nicht im Kopf, sondern schon im Kreuz aufgesetzt. Für flachere Felle wurde zur Zeiten niedrigerer Löhne noch eine Fantasie-Handnaht empfohlen, für kräftiger behaarte Felle eine stumpfe Zacke (abgeschrägte Kastenzacke).

#### Caloyos
Für die aus Südamerika und Spanien kommenden Caloyosfelle wird geraten, sie nicht nur aufzusetzen, sondern die im Haar stark wirbeligen Kopfpartien durch ein Einschneiden nach oben in den Streifen zu setzen.

#### Embros und Borregos

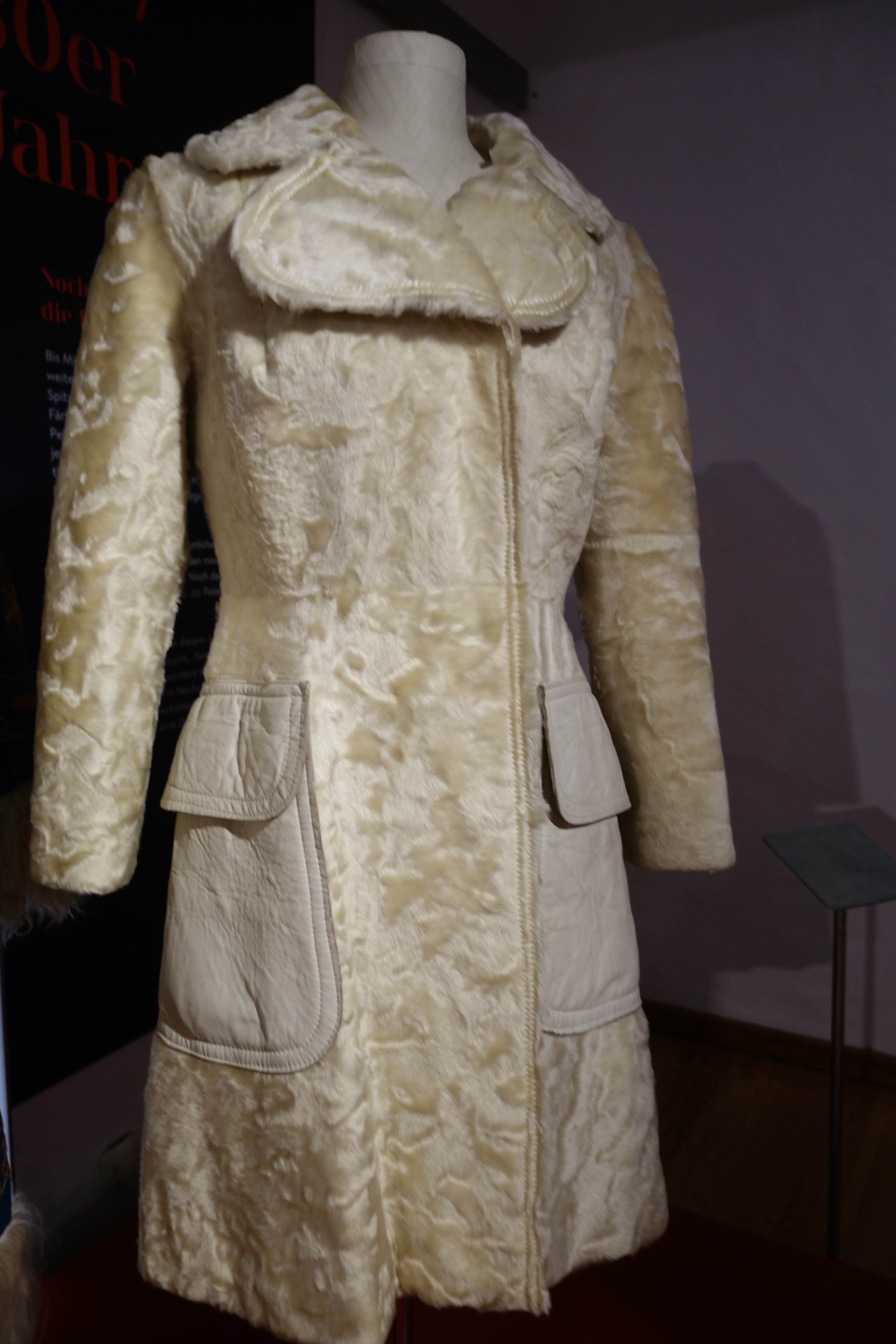
Borregoslamm-Mantel (Aufsatz mit gerader Naht)

Für Embrosfelle und Borregos-Lamm, zwei großflächigere Lammfellsorten, wird, wie bei Buenos-Breitschwanz, eine stumpfe Zacke zum Aufsetzen empfohlen.

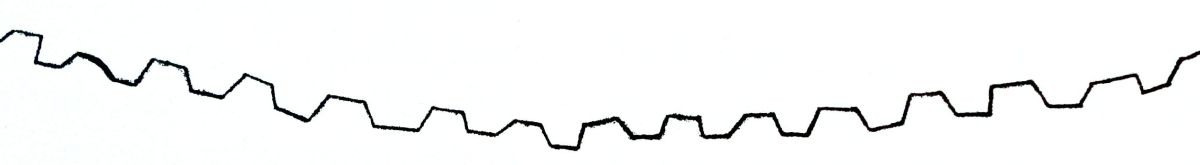
Stumpfwinklige Kastenzacke

### Velourspelz, nappierter Pelz

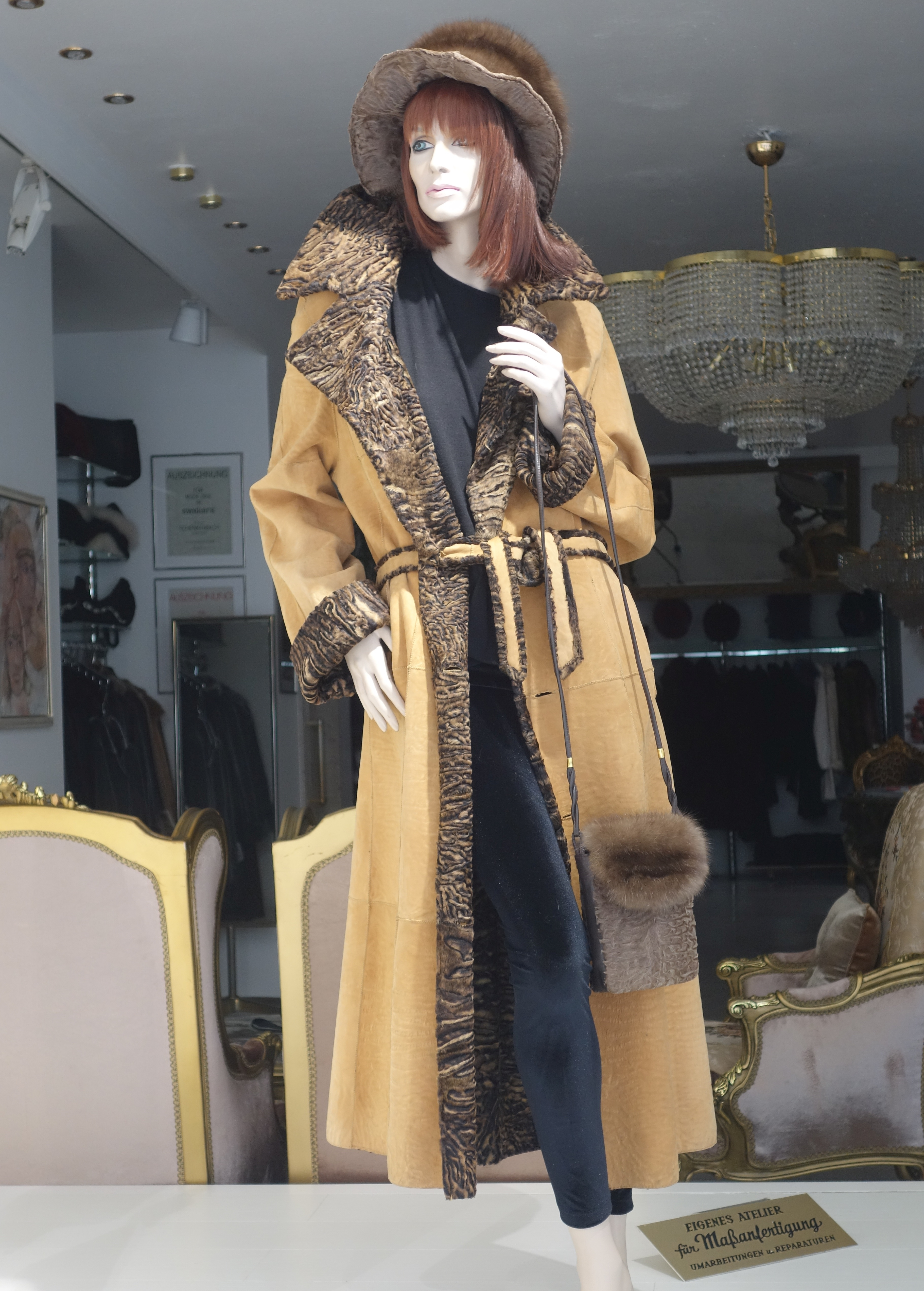
Veloutierter Karakulmantel

Die Felle der mit dem Haar nach innen zu tragenden Velours- und Nappapelze werden regelmäßig in geraden Nähten über- und nebeneinander gesetzt. Die Nähte können mit Spezialmaschinen ausgeführt werden, die ein attraktives Nahtbild ergeben. Werden sie zum Beispiel mit der Pelznähmaschine zusammengefügt, kann die Naht anschließend mit einem schmalen Paspelband übersteppt werden. Die Nähte müssen mit großer Umsicht ausgeführt werden, das weiche und zügige Pelzleder dehnt sich leicht aus und kann die Nähte deformieren. Um dies zu verhindern, werden schmale Batistbänder beim Nähen mitgeführt.